# 21. April
Der 21. April ist der 111. Tag des gregorianischen Kalenders (der 112. in Schaltjahren), somit bleiben noch 254 Tage bis zum Jahresende.

## Ereignisse

### Politik und Weltgeschehen

753 v. Chr.: Die sieben Hügel Roms

- 0753 v. Chr.: Nach der Legende der Origo gentis Romanae gründet Romulus auf den Sieben Hügeln die Stadt Rom. Die sagenhafte Römische Königszeit beginnt.
- 0043 v. Chr.: In der Schlacht von Mutina besiegt die Senatspartei unter Konsul Aulus Hirtius und Octavian die Anhänger des ermordeten Caesar unter Marcus Antonius und beendet damit die Belagerung von Modena. Hirtius fällt jedoch in der Schlacht und Octavian lässt sich wenig später zum Konsul ernennen und wechselt die Seiten im Römischen Bürgerkrieg.
- 1509: Mit dem Tod seines Vaters Heinrich VII. wird Heinrich VIII. aus dem Haus Tudor König von England. Die Krönung erfolgt am 24. Juni.

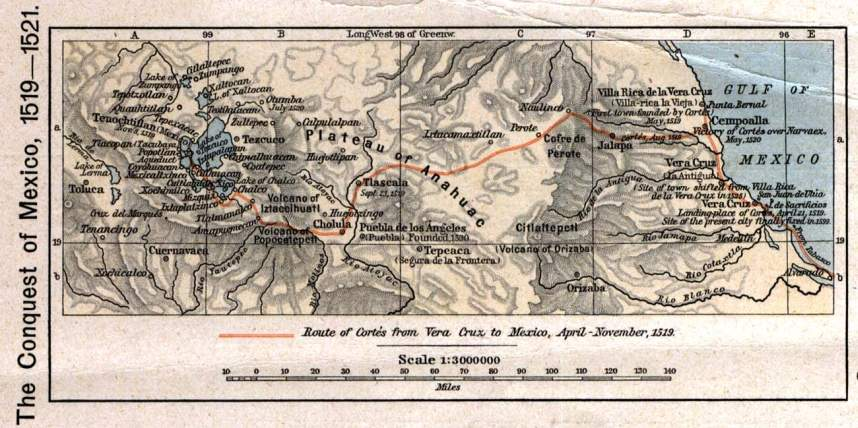
1519: Hernán Cortés’ Eroberungszug beginnt

- 1519: Der spanische Konquistador Hernán Cortés landet an der Küste Mexikos auf San Juan de Ulúa nahe der heutigen Stadt Veracruz, von wo aus er mit der Eroberung Mexikos und des Aztekenreiches beginnt.
- 1631: Die protestantischen Unterzeichner des Manifestes des Leipziger Konvents stellen sich in der Zeit des Dreißigjährigen Kriegs gegen Kaiser Ferdinand II. Er verschließt sich mit den katholischen Reichsständen dem Wunsch der protestantischen Seite nach Verhandlungen über eine Rücknahme des Restitutionsedikts, was den Konflikt eskalieren lässt.
- 1782: Der siamesische König Rama I. errichtet feierlich die Stadtsäule (Lak Müang) von Bangkok, das er zur neuen Hauptstadt Siams erhebt. Damit beginnt die Rattanakosin-Ära der thailändischen Geschichte.
- 1792: Joaquim José da Silva Xavier, genannt Tiradentes, der versucht hat, in Brasilien eine Revolution nach dem Vorbild der USA gegen die portugiesische Kolonialherrschaft durchzuführen, wird in Rio de Janeiro hingerichtet. Er wird später brasilianischer Nationalheld, der 21. April offizieller brasilianischer Feiertag.
- 1813: Preußen bestimmt im Landsturm-Edikt, dass alle Männer vom vollendeten 17. bis zum 60. Lebensjahr, sofern sie weder der Armee noch der Landwehr angehören, künftig einem Aufgebot zur Landesverteidigung Folge zu leisten haben.

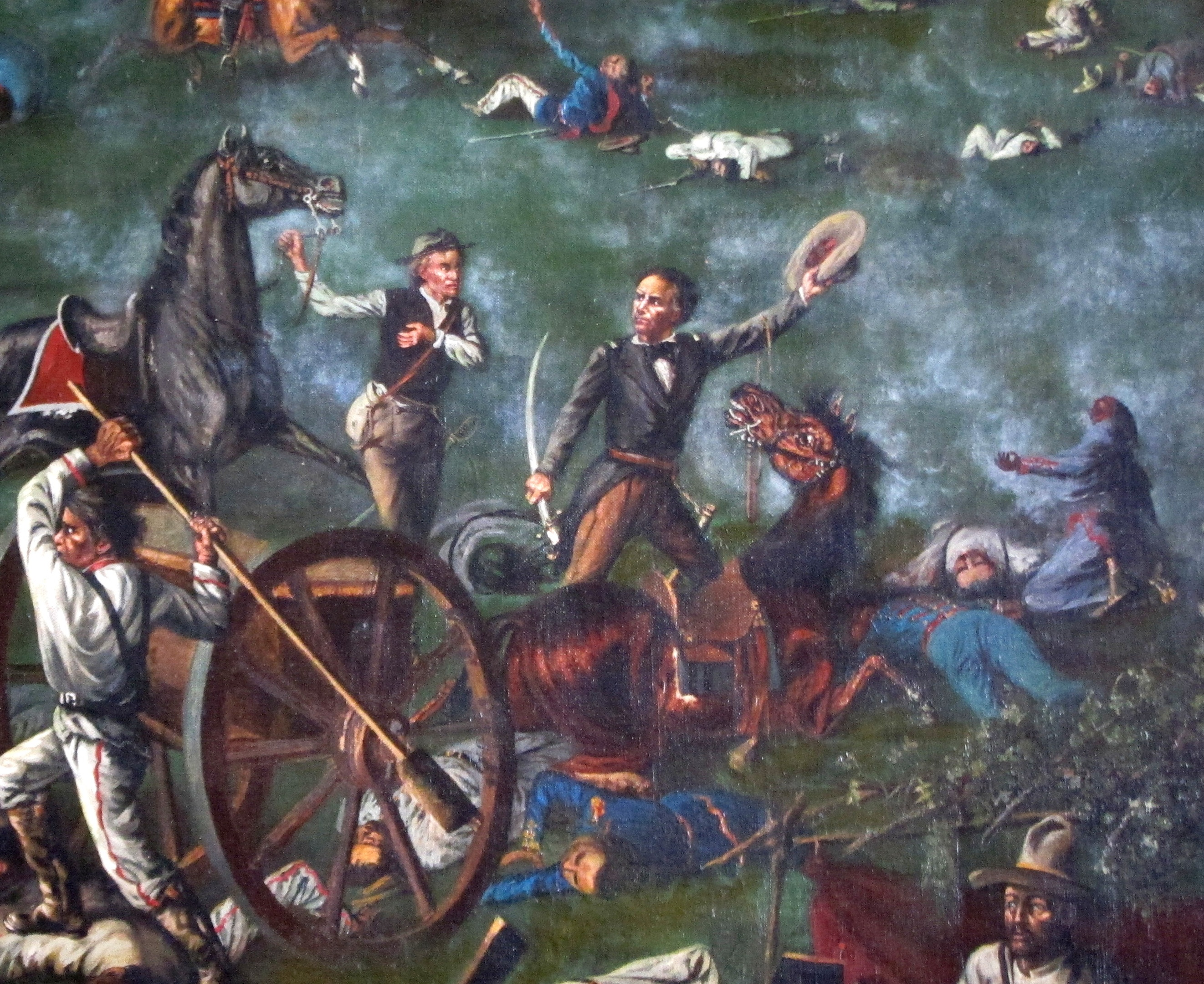
1836: Schlacht von San Jacinto

- 1836: Mit dem Schlachtruf Remember the Alamo! besiegen die Texaner unter Sam Houston die Truppen des mexikanischen Präsidenten Antonio López de Santa Anna in der Schlacht von San Jacinto. Die Republik Texas hat sich damit nach 18 Monaten im Texanischen Unabhängigkeitskrieg die Eigenständigkeit von Mexiko erkämpft.

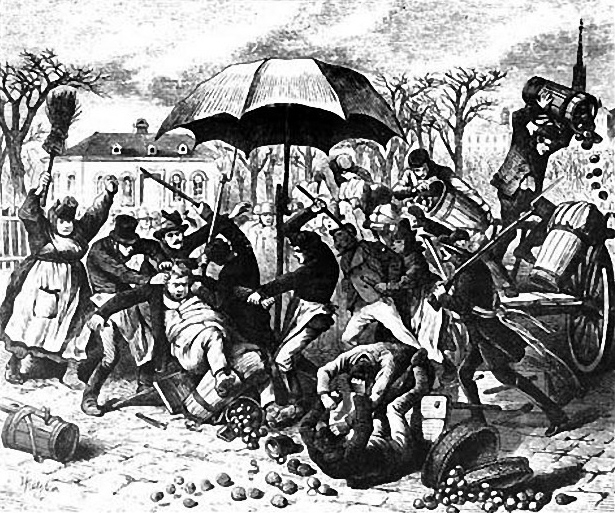
1847: Kartoffelrevolution

- 1847: Auf dem Gendarmenmarkt und dem Molkenmarkt in Berlin kommt es zur „Kartoffelrevolution“, handgreiflichen Auseinandersetzungen wegen sprunghaft erhöhter Preise für Kartoffeln.
- 1873: Bei der gewaltsamen Niederschlagung des durch eine Bierpreiserhöhung ausgelösten Frankfurter Bierkrawalls in Frankfurt am Main sterben 20 Menschen, 300 werden festgenommen.

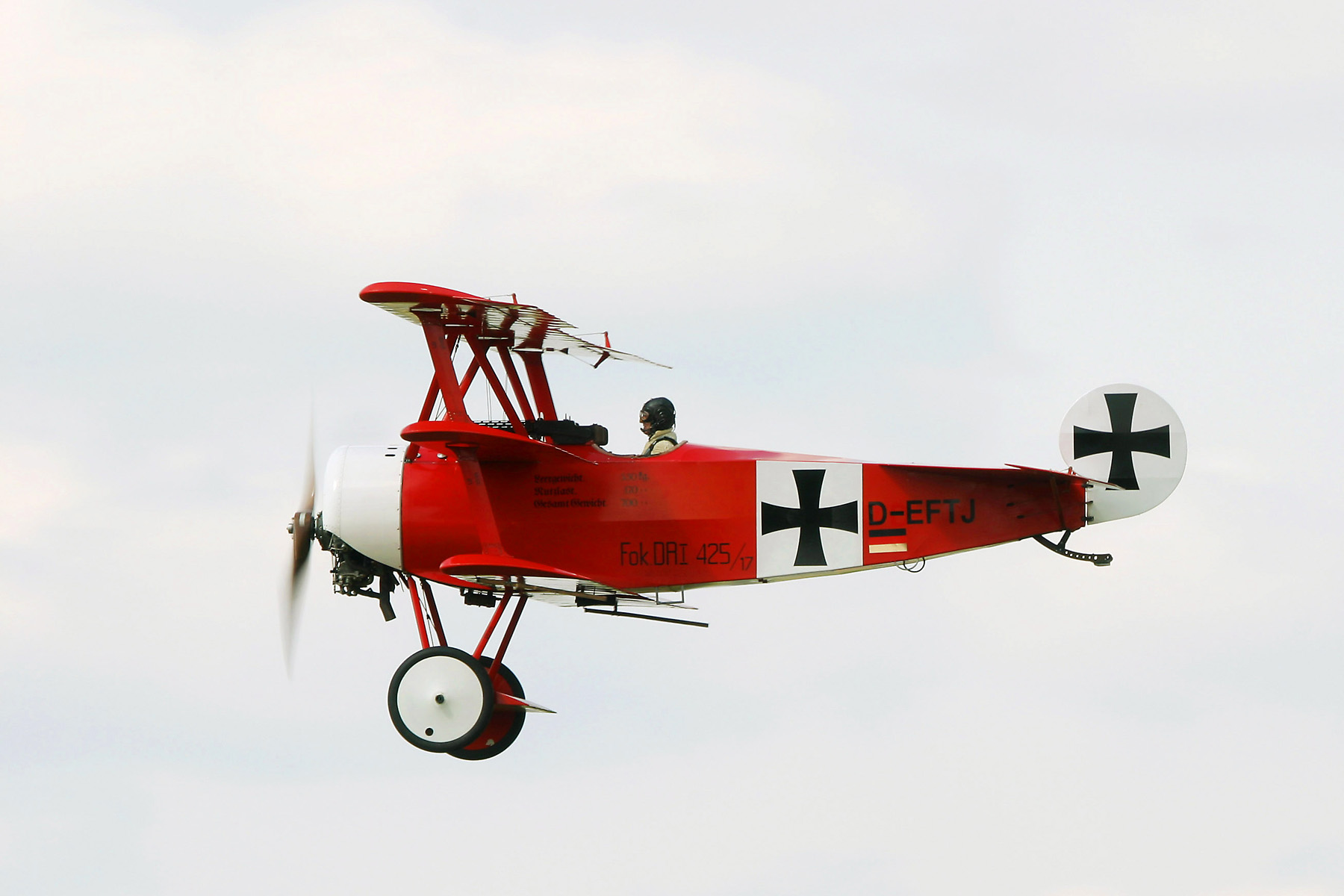
1918: Fokker Dr.I (Nachbau)

- 1918: Im Luftkrieg des Ersten Weltkriegs wird der deutsche Jagdflieger Manfred von Richthofen, der „Rote Baron“, mit seiner Fokker Dr.I in einem Luftkampf mit einer Jagdfliegerstaffel der RAF unter der Führung von Arthur Roy Brown über Frankreich abgeschossen und getötet.
- 1944: In einem Dekret der Exilregierung des freien Frankreichs unter Charles de Gaulle erhalten die französischen Frauen das Wahlrecht, das nach dem Sieg im Zweiten Weltkrieg umgesetzt wird.
- 1945: Das kurz vor der Befreiung durch die Rote Armee im Zweiten Weltkrieg stehende KZ Sachsenhausen wird von der SS geräumt. 33.000 Häftlinge werden auf Todesmärsche Richtung Nordwesten geschickt.
- 1945: Die Rote Armee dringt bei Malchow erstmals über die Stadtgrenze von Berlin vor. Mit dem Häuserkampf in der Schlacht um Berlin tritt der Zweite Weltkrieg an der deutschen Ostfront in seine Endphase.
- 1945: Bei Bautzen eröffnet die deutsche Wehrmacht gegen die heranrückenden polnischen und sowjetischen Armeen ihre letzte große Panzeroffensive im Zweiten Weltkrieg. Die Schlacht um Bautzen dauert bis zum 26. April.
- 1946: In Berlin beginnt der zweitägige Vereinigungsparteitag, bei dem die KPD unter Wilhelm Pieck und die SPD unter Otto Grotewohl in der Sowjetischen Besatzungszone zur Sozialistischen Einheitspartei Deutschlands (SED) zusammengeschlossen werden.

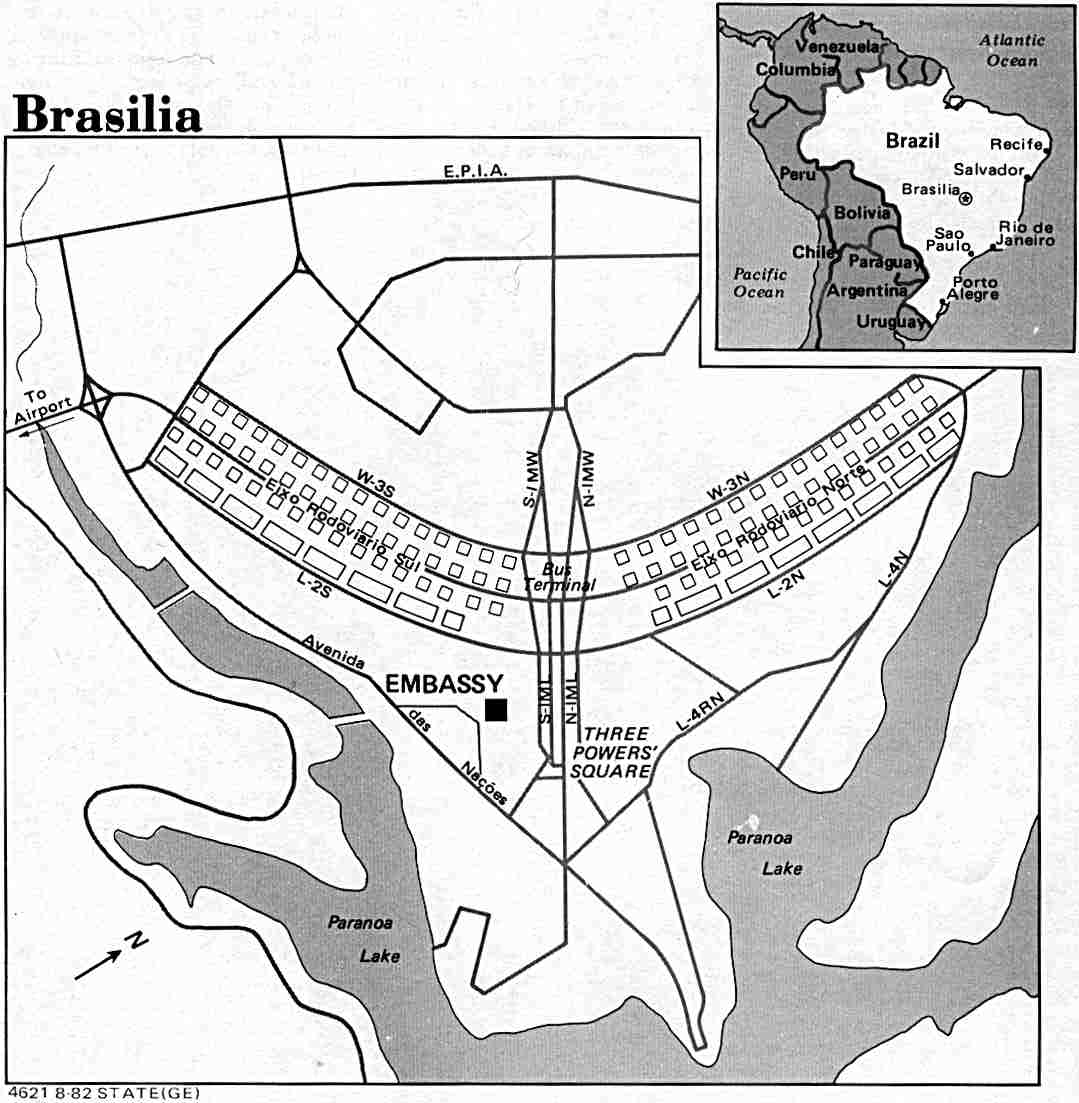
1960: Plan Brasílias

- 1960: Staatspräsident Juscelino Kubitschek weiht die von den Architekten Oscar Niemeyer und Lúcio Costa entworfene Planhauptstadt Brasília ein, die damit Rio de Janeiro als Hauptstadt Brasiliens ablöst.
- 1961: Der Niederländer Dirk Stikker folgt dem Belgier Paul-Henri Spaak im Amt des NATO-Generalsekretärs nach.
- 1961: In der Nacht auf den 22. April putschen in Algier vier Generäle der französischen Streitkräfte – Raoul Salan, Maurice Challe, Edmond Jouhaud und André Zeller – gegen die Algerienpolitik des französischen Staatspräsidenten Charles de Gaulle, die auf die Beendigung des Algerienkriegs und die Unabhängigkeit Algeriens hinausläuft. Der Putsch bricht nach wenigen Tagen zusammen.
- 1961: Zwei Tage nach dem Scheitern der Invasion in der Schweinebucht kommt es in mehreren lateinamerikanischen Ländern zu Demonstrationen für Kuba und gegen den Interventionismus der Vereinigten Staaten.
- 1967: In Griechenland gelangt Oberst Georgios Papadopoulos durch einen Staatsstreich gegen Ministerpräsident Georgios Papandreou an die Macht. Damit beginnt die sieben Jahre dauernde griechische Militärdiktatur. König Konstantin II. verhält sich zunächst abwartend.
- 1967: Gemäß einem Bescheid des japanischen Unterhauses unter Premierminister Satō Eisaku treten die drei Prinzipien des Waffenexports in Kraft.
- 1970: Der Farmer Leonard Casley übersendet Vertretern des Staates Australien sowie des Bundesstaates Western Australia einen Sezessionsakt, der seinen Großgrundbesitz zur unabhängigen Hutt River Province erklärt.
- 1971: Zwei Tage nach der Ausrufung der Republik in Sierra Leone wird der bisherige Premierminister Siaka Stevens zum Präsidenten ernannt.
- 1975: Kurz vor dem Fall Saigons im Vietnamkrieg tritt der südvietnamesische Präsident Nguyễn Văn Thiệu zurück, übergibt das Amt an Vizepräsident Trần Văn Hương, und geht ins Exil nach Taiwan. Nur sieben Tage später tritt auch dieser zurück.
- 2001: Die Einfuhr bestimmter Hunderassen nach Deutschland wird im Gesetz zur Bekämpfung gefährlicher Hunde unter Strafandrohung verboten. Der Gesetzgeber reagiert damit auf vermehrte, teils tödliche, Angriffe von Kampfhunden auf Menschen.
- 2002: Bei der Präsidentschaftswahl in Frankreich erhält der gaullistische Kandidat Jacques Chirac die meisten Stimmen, jedoch nicht die absolute Mehrheit. Auf dem zweiten Platz landet der rechtsextreme Jean-Marie Le Pen, der damit in die Stichwahl am 5. Mai kommt. Bereits in der Nacht formieren sich erste spontane Kundgebungen gegen den Vorsitzenden des Front National.
- 2007: Bei den Präsidentschaftswahlen in Nigeria gewinnt Umaru Yar’Adua und wird Nachfolger von Olusegun Obasanjo.
- 2019: Bei Bombenanschlägen auf drei Kirchen und vier Hotels in Sri Lanka in der Nähe der Stadt Colombo kommen am Ostersonntag mehr als 350 Menschen ums Leben.

### Wirtschaft

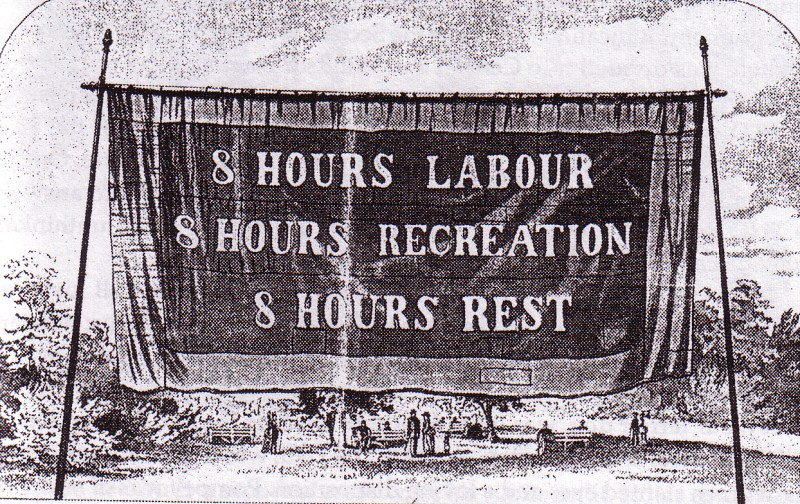
1856: Banner zum Achtstundentag

- 1856: Steinmetze und Gebäudearbeiter erkämpfen im australischen Melbourne mit einem Demonstrationsmarsch den weltweit ersten Achtstundentag.
- 1917: Im Rahmen des Hindenburg-Programms zur Förderung der deutschen Kriegswirtschaft werden in Berlin die Vereinigten Aluminium-Werke gegründet.
- 1934: Der zwischen Florenz und Bologna gelegene Apenninbasistunnel wird eröffnet. Der Eisenbahntunnel verkürzt die zuvor existierende Bahnverbindung um 35 Kilometer

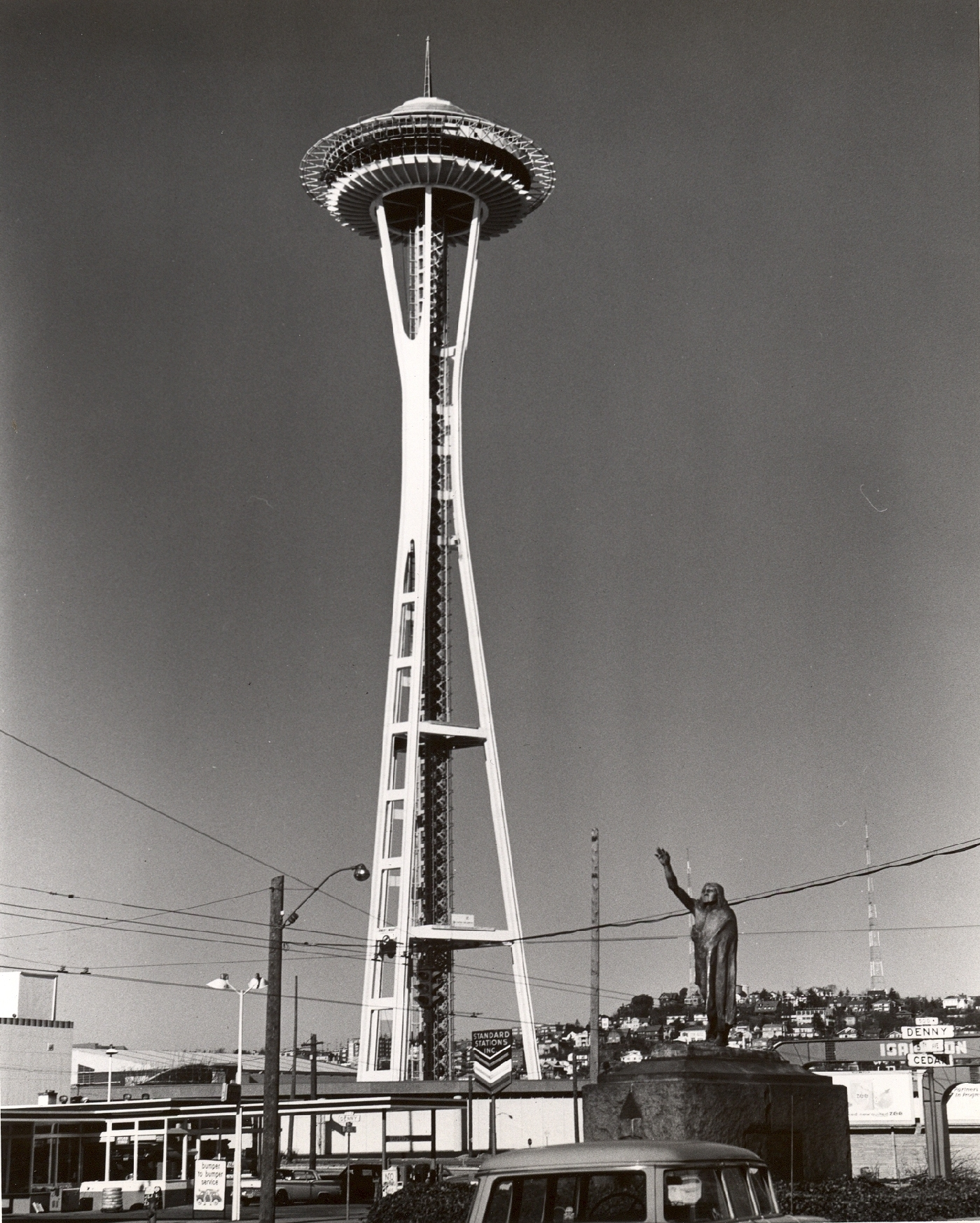
1962: Space Needle

- 1962: In Seattle, Washington, USA, wird die Weltausstellung Century 21 Exposition eröffnet. Die vom Architekten John Graham nach den Vorstellungen des Unternehmers Edward Carlson entworfene Space Needle, das heutige Wahrzeichen Seattles, ist rechtzeitig zur Eröffnung fertig geworden.

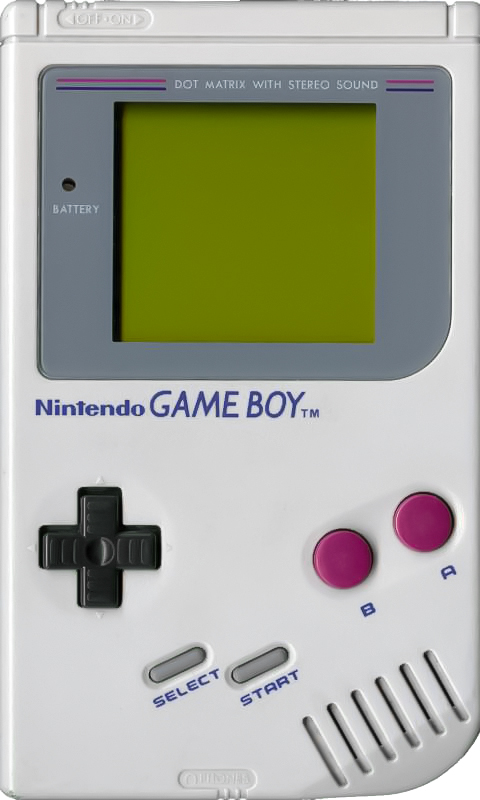
1989: Game Boy

- 1989: Nintendo bringt in Japan die von Gunpei Yokoi entwickelte Handheld-Konsole Game Boy auf den Markt, die sich in der Folge zu einem weltweiten Millionenseller entwickelt. Das vom Russen Alexei Paschitnow erfundene Spiel Tetris ist im Lieferumfang enthalten.
- 1995: Die Bukarester Börse wird wieder gegründet, nachdem sie 1945 nach der Machtübernahme der rumänischen Kommunisten abgeschafft worden war.

### Wissenschaft und Technik
- 1976: Die DDR eröffnet die erste ständig besetzte deutsche Antarktisstation, die 1987 den Namen Georg-Forster-Station erhält.
- 1993: Der am National Center for Supercomputing Applications (NCSA) entwickelte NCSA Mosaic 1.0, der erste Webbrowser, der Text und Grafiken auf einer Seite anzeigen kann, wird freigegeben.
- 1997: Mit einer Pegasus-Rakete werden vom Luftwaffenstützpunkt auf Gran Canaria aus erstmals 21 Urnen für eine Weltraumbestattung in die Erdumlaufbahn gebracht; an Bord befindet sich unter anderem Asche von Krafft Arnold Ehricke, Timothy Leary, Gerard Kitchen O’Neill und Gene Roddenberry.
- 2009: Die World Digital Library wird in Paris eröffnet. Dieses Projekt der US-Nationalbibliothek Library of Congress und der UNESCO stellt kulturell herausragende Dokumente aus aller Welt über das Internet kostenlos zur Verfügung.

### Kultur

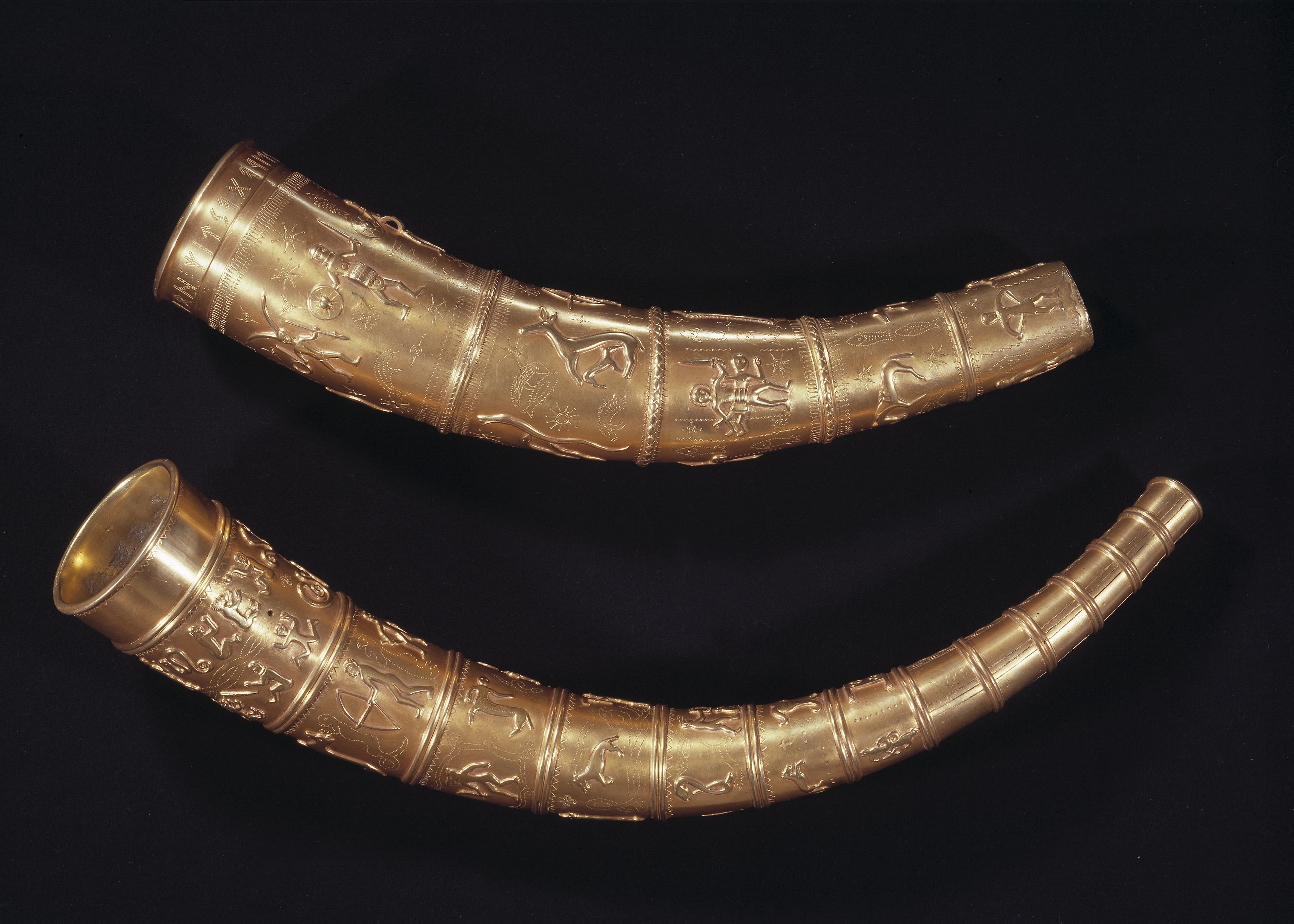
1734: Das kleine Goldhorn (oben)

- 1734: Der Bauer Erich Lassen entdeckt das kürzere der beiden Goldhörner von Gallehus. Sie sind die berühmtesten archäologischen Funde in Dänemark. Das längere ist ebenfalls zufällig im Jahr 1639 aufgefunden worden.

1749: Vauxhall Gardens

- 1749: In den Vauxhall Gardens in London findet eine öffentlich zugängliche Generalprobe der Feuerwerksmusik von Georg Friedrich Händel statt. Mehrere Tausend Personen lauschen diesem Ereignis. Die Uraufführung erfolgt am 27. April.
- 1781: Am Kleinen Kurfürstlichen Theater in Dresden findet die Uraufführung der Oper Elisa von Johann Gottlieb Naumann statt.
- 1801: Zur Eröffnung des von Matteo Pertsch erbauten Teatro Nuovo in Triest wird die Oper Ginevra di Scozia von Johann Simon Mayr aufgeführt.
- 1818: Sappho, ein Trauerspiel in fünf Akten von Franz Grillparzer, wird am Wiener Burgtheater uraufgeführt.
- 1845: Albert Lortzings Romantische Zauberoper Undine nach der gleichnamigen Erzählung von Friedrich de la Motte Fouqué wird in Magdeburg uraufgeführt.

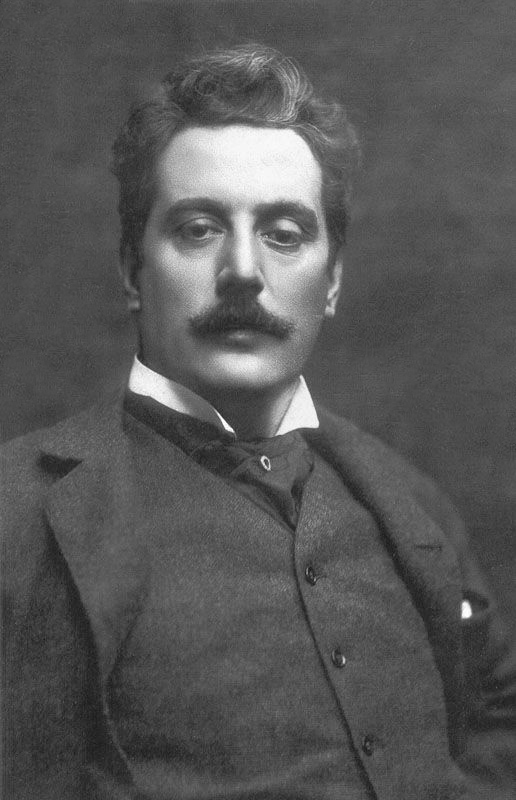
1889: Giacomo Puccini

- 1889: Die Uraufführung von Giacomo Puccinis zweiter Oper Edgar mit dem Libretto von Ferdinando Fontana am Teatro alla Scala in Mailand verläuft enttäuschend.
- 1918: Die 1. Sinfonie in D-Dur, Opus 25, von Sergei Sergejewitsch Prokofjew, bekannt als die „Klassische“, wird in Petrograd uraufgeführt.
- 1933: Der am 29. März von der nationalsozialistischen Filmprüfstelle Berlin wegen „Gefährdung der öffentlichen Ordnung und Sicherheit“ verbotene Spielfilm Das Testament des Dr. Mabuse von Fritz Lang mit Rudolf Klein-Rogge in der Titelrolle hat seine Premiere in Budapest. Das Drehbuch stammt von Thea von Harbou nach einem Roman von Norbert Jacques.
- 1977: Das Musical Annie hat am New Yorker Broadway Premiere. Es erlebt dort in den folgenden Jahren weitere 2376 Aufführungen.
- 1988: Hans-Joachim Bohlmann verübt in der Münchner Alten Pinakothek ein Schwefelsäure-Attentat auf drei Werke Albrecht Dürers, den Paumgartner-Altar, die Beweinung Christi und Maria als Schmerzensmutter. Der Schaden beträgt rund 100 Millionen D-Mark.

### Gesellschaft

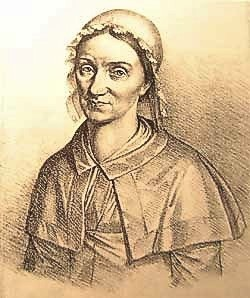
1831: Gesche Gottfried

- 1831: In Bremen wird die als Serienmörderin verurteilte Gesche Gottfried durch Enthauptung hingerichtet.

### Religion
- 1632: Das Dordrechter Bekenntnis wird angenommen. Mit diesem Glaubensbekenntnis niederländischer Mennoniten sollen unterschiedliche Auffassungen von Kirchengemeinden auf eine gemeinsame Basis gestellt werden.

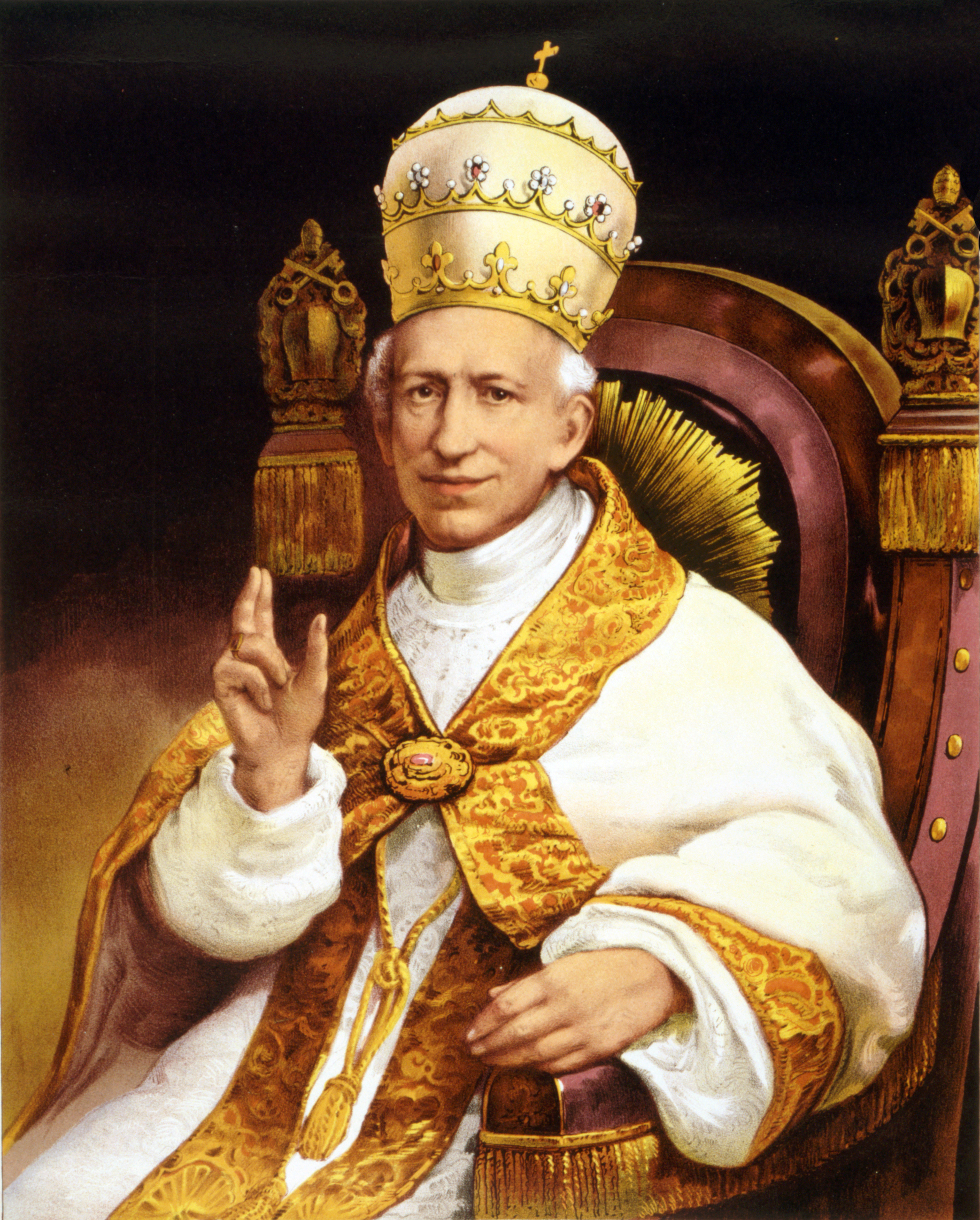
1878: Papst Leo XIII.

- 1878: In seiner ersten Enzyklika Inscrutabili Dei consilio bemüht sich der neu gewählte Papst Leo XIII. um einen versöhnlichen Zugang zur modernen Gesellschaft, prangert jedoch auch „gesellschaftliche Fehlentwicklungen“ an.
- 1957: In der Enzyklika Fidei donum ruft Papst Pius XII. die europäischen Bischöfe auf, Priestermangel in Afrika, Asien und Südamerika durch Entsenden von Priestern zu beheben.

### Katastrophen
- 1935: Ein Erdbeben der Stärke 7,1 in der Region um die Stadt Hsinchu verursacht auf Taiwan 3276 Tote.

Kleinere Unglücksfälle sind in den Unterartikeln von Katastrophe und in der Liste von Katastrophen aufgeführt.

### Sport
- 1943: Aus der Fusion von sechs Fußballvereinen entsteht der FC Nantes in Frankreich.
- 1985: Der Brasilianer Ayrton Senna gewinnt mit dem Großen Preis von Portugal sein erstes Formel 1-Rennen. Im Lauf der Saison gelingt ihm trotz mehrerer Pole-Positionen jedoch nur noch ein weiterer Sieg.

Einträge von Leichtathletik-Weltrekorden befinden sich unter der jeweiligen Disziplin unter Leichtathletik.

## Geboren

### Vor dem 18. Jahrhundert
- 1445: Pietro Riario, italienischer Kardinal

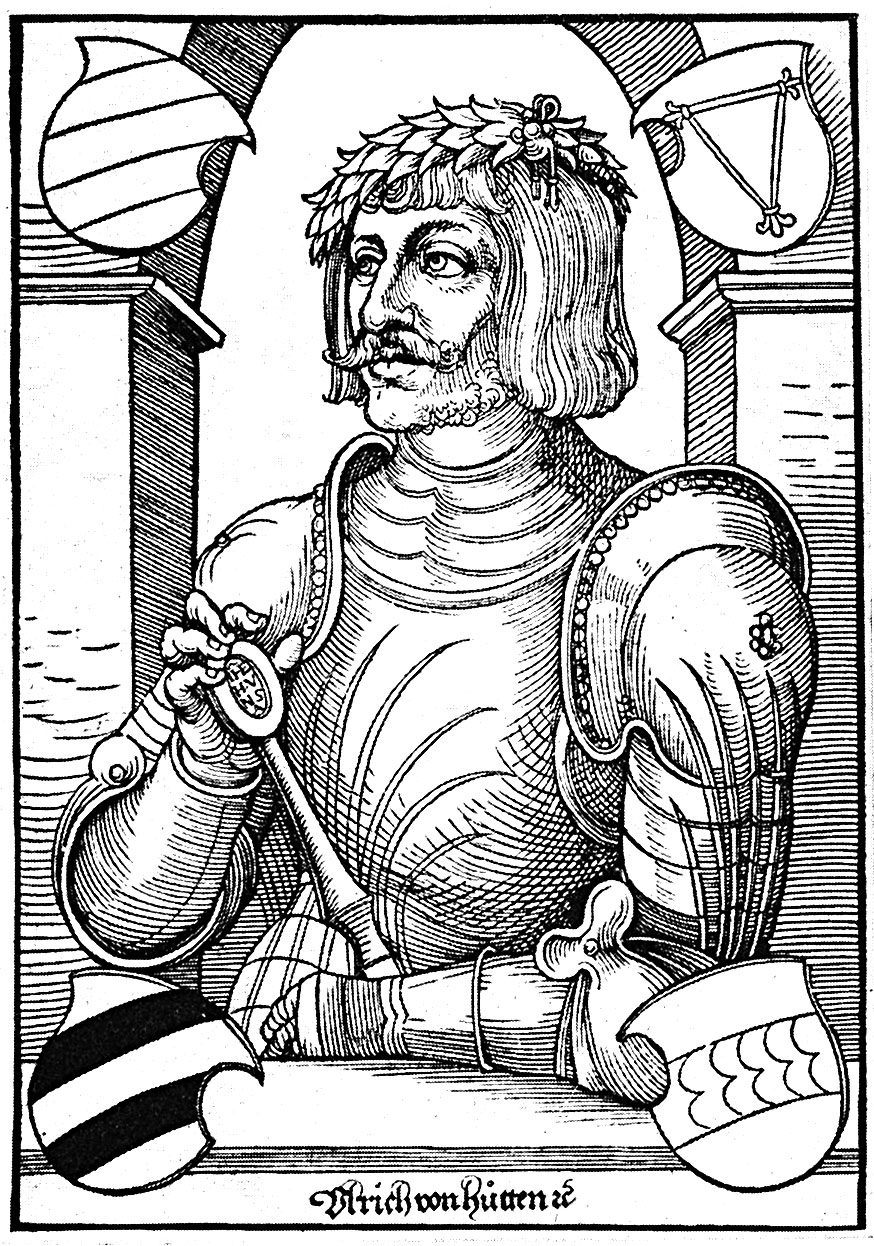
Ulrich von Hutten (* 1488)

Prinzessin Wilhelmine Amalie von Braunschweig-Calenberg (* 1673)

- 1488: Ulrich von Hutten, deutscher Humanist
- 1518: Johannes Kentmann, deutscher Mediziner und Naturforscher
- 1523: Marcantonio Bragadin, venezianischer Generalkapitän und Gouverneur von Zypern
- 1532: Martin Schalling der Jüngere, deutscher lutherischer Theologe und Reformator
- 1555: Lodovico Carracci, italienischer Maler
- 1562: Valerius Herberger, deutscher lutherischer Theologe und Kirchenliederdichter
- 1571: Jacob Isaacsz. van Swanenburgh, niederländischer Maler
- 1573: Pietro Paolo Bonzi, italienischer Maler, Freskant und Kupferstecher
- 1575: Francesco Molin, 99. Doge von Venedig
- 1594: Bernardino Spada, Kardinal der römisch-katholischen Kirche
- 1598: Wilhelm IV., Herzog von Sachsen-Weimar
- 1631: François d’Aubusson de La Feuillade, Marschall von Frankreich
- 1644: Conrad von Reventlow, dänischer Premierminister und Großkanzler
- 1645: Otto von Schwerin, kurbrandenburgisch-preußischer Geheimer Rat und Diplomat
- 1652: Michel Rolle, französischer Mathematiker, Mitglied der Academie des sciences
- 1661: Georg Joseph Kamel, österreichischer Naturkundler, Arzt und Ordensmann
- 1662: Friedrich von Ahlefeldt, Herr der Herrschaften Rixingen (Réchicourt), Langeland, General und Statthalter
- 1673: Wilhelmine Amalie von Braunschweig-Lüneburg, Ehefrau von Kaiser Josef I.
- 1696: Francesco de Mura, italienischer Maler
- 1700: Johann Georg Üblhör, deutscher Stuckateur und Bildhauer

### 18. Jahrhundert
- 1706: Giuseppe Maria Asclepi, italienischer Astronom und Physiker
- 1713: Louis de Noailles, Marschall von Frankreich
- 1717: Giovanni Giulio Gerolamo Berna, katholischer Geistlicher und Bibliotheksgründer
- 1730: Antonín Kammel, tschechischer Komponist und Geiger
- 1746: James Harris, 1. Earl of Malmesbury, britischer Diplomat
- 1755: Maria Johanna von Aachen, deutsche Schriftstellerin
- 1763: François Athanase de Charette de la Contrie, französischer Marineoffizier
- 1764: Johann Christian August Heyse, deutscher Pädagoge, Grammatiker und Lexikograf
- 1765: Augustin Sulpiz Zen Ruffinen, Bischof von Sitten
- 1766: Hermann Friedrich Becker, deutscher Förster
- 1766: Adolph Scharenberg, deutscher Porträt- und Porzellanmaler
- 1767: Elisabeth von Württemberg, erste Gemahlin des späteren Kaisers Franz II.

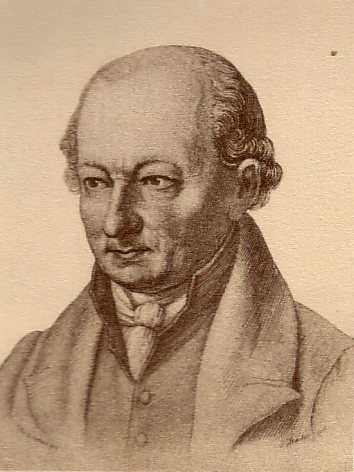
Friedrich Christoph Perthes (* 1772)

- 1772: Friedrich Christoph Perthes, deutscher Buchhändler und Verleger
- 1774: Jean-Pierre Aumer, französischer Tänzer und Choreograf
- 1774: Jean-Baptiste Biot, französischer Physiker und Mathematiker
- 1777: Johann Günther Friedrich Cannabich, deutscher Geograf, Pfarrer und Pädagoge
- 1782: Friedrich Fröbel, deutscher Pädagoge, gründete den ersten Kindergarten
- 1784: Karl von Decker, preußischer General und Schriftsteller
- 1785: Charles-Joseph de Flahaut, französischer General und Politiker
- 1788: Anton Arrigoni, österreichischer Maler
- 1790: Manuel Blanco Encalada, chilenischer Politiker
- 1795: Frederik Faber, dänischer Zoologe
- 1795: Vincenzo Pallotti, katholischer Priester und Ordensgründer

### 19. Jahrhundert

#### 1801–1850

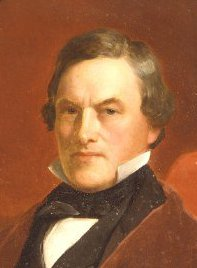
R. F. W. Allston (* 1801)

- 1801: Robert Francis Withers Allston, US-amerikanischer Politiker
- 1806: Petrus van Schendel, belgischer Maler und Radierer
- 1808: Johann Hinrich Wichern, deutscher Theologe
- 1809: Robert Mercer Taliaferro Hunter, US-amerikanischer Außenminister
- 1811: Ferdinand Höfer, deutsch-französischer Arzt, Lexikograph und Schriftsteller
- 1813: August Bahlmann, deutscher römisch-katholischer Geistlicher
- 1814: Béni Egressy, ungarischer Komponist und Librettist, Übersetzer und Schauspieler
- 1816: Charlotte Brontë, britische Schriftstellerin
- 1820: Auguste Geffroy, französischer Historiker

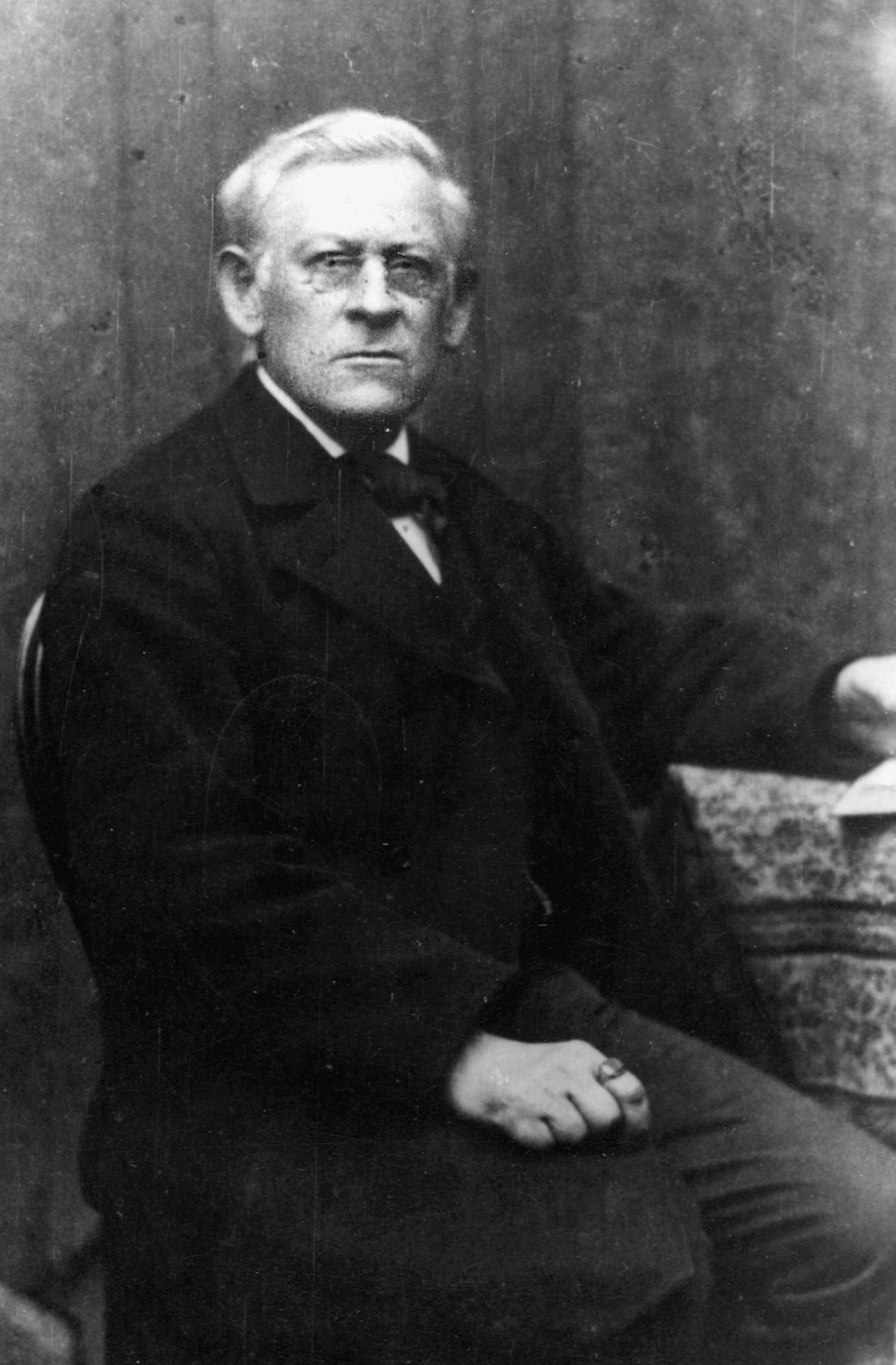
Michael Rostock (* 1821)

- 1821: Michael Rostock, sorbischer Botaniker und Entomologe
- 1822: Friedrich Heinrich Thielo Apel, deutscher Politiker
- 1822: Hannibal Goodwin, US-amerikanischer Geistlicher und Erfinder
- 1824: Emil zu Sayn-Wittgenstein-Berleburg, kaiserlich-russischer General
- 1828: Otto Blau, deutscher Orientalist
- 1828: Alexander Pagenstecher, deutscher Augenarzt, Gründer der Augenheilanstalt in Wiesbaden
- 1828: Hippolyte Taine, französischer Historiker und Kritiker
- 1831: Ernest Besnier, französischer Dermatologe
- 1831: Karl Dernfeld, Bezirksbaumeister in Baden-Baden
- 1832: Werner Munzinger, Schweizer Afrikaforscher
- 1834: Adrien René Franchet, französischer Botaniker

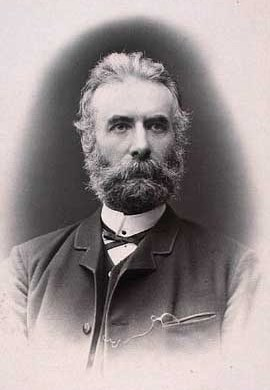
Fredrik Bajer (* 1837)

- 1837: Fredrik Bajer, dänischer Politiker und Parlamentarier, Nobelpreisträger
- 1837: Julius Geertz, deutscher Maler
- 1837: Friedrich Warnecke, deutscher Heraldiker
- 1837ː Editha von Wartensleben, Gattin des Erblandmarschalls Kuno Graf von Hahn
- 1838: John Muir, US-amerikanischer Universalgelehrter und Naturschützer
- 1840: Heinrich Kralik von Meyrswalden, böhmischer Glasfabrikant
- 1841: Stephan Beissel, deutscher Jesuit, Archäologe und Kunsthistoriker
- 1842: Charles Follen Adams, US-amerikanischer Dichter
- 1842: Alberto Errera, italienischer Nationalökonom
- 1843: John Emms, britischer Maler
- 1843: Walther Flemming, deutscher Biologe
- 1848: Carl Stumpf, deutscher Philosoph und Psychologe

#### 1851–1900
- 1852: Victoriano Guisasola y Menéndez, Erzbischof von Valencia und Toledo, Kardinal
- 1853: Xaver Imfeld, Schweizer Kartograph
- 1853: Charles Théodore Malherbe, französischer Musikwissenschaftler und Komponist
- 1855: Heinrich Grünfeld, österreichischer Komponist, Cellist und Musikpädagoge
- 1857: Oltwig von Kamptz, deutscher Offizier
- 1860: Fritz von Wille, deutscher Kunstmaler

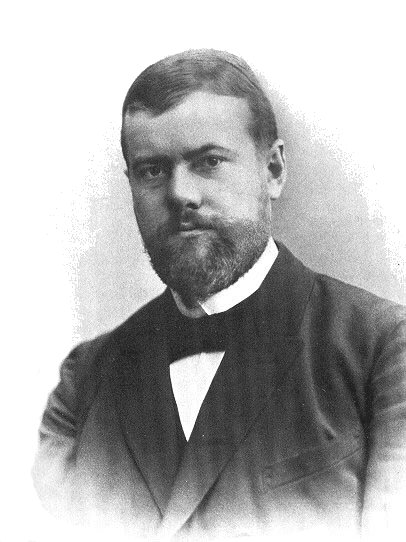
Max Weber (* 1864)

- 1864: Max Weber, deutscher Soziologe, Jurist, Nationalökonom und Sozialökonom
- 1865: Otto Franz Joseph von Österreich, österreichischer Erzherzog
- 1868: Alfred Henry Maurer, US-amerikanischer Maler
- 1869: Hauk Aabel, norwegischer Schauspieler
- 1870: Edwin S. Porter, US-amerikanischer Filmpionier
- 1871: Leo Blech, deutscher Komponist und Dirigent
- 1871: Vojtěch Říhovský (Pseudonym V. R. Dubsky), tschechischer Musiker und Komponist
- 1872: Billy Bitzer, US-amerikanischer Kameramann
- 1873: Isa Jechl, österreichische Malerin
- 1874: Giulio Bas, italienischer Komponist und Organist
- 1875: Hugo Botstiber, österreichischer Musikwissenschaftler
- 1876: Franz von Zedlitz und Leipe, deutscher Baron und Sportschütze
- 1878: Albert Weisgerber, deutscher Maler und Grafiker
- 1879: Oskar Erbslöh, Luftfahrtpionier
- 1880: Tony Sarg, deutsch-US-amerikanischer Puppenspieler und Illustrator
- 1881: Günther Jacoby, deutscher Philosoph
- 1881: Anna Stiegler, deutsche Landespolitikerin (SPD), MdBB, im Widerstand gegen den Nationalsozialismus
- 1882: W. H. Anderson, kanadischer Sänger, Chorleiter und Gesangspädagoge
- 1882: Percy Williams Bridgman, US-amerikanischer Physiker
- 1882: Ikuta Chōkō, japanischer Literaturkritiker und Übersetzer
- 1883: Richard Romanowsky, österreichischer Schauspieler und Komiker
- 1884: Kees van Nieuwenhuizen, niederländischer Fußballspieler
- 1885: Shiga Mitsuko, japanische Schriftstellerin
- 1886: Viktor von Weizsäcker, deutscher Mediziner
- 1887: Robert Krups, deutscher Lokalpolitiker
- 1887: Joe McCarthy, US-amerikanischer Baseballmanager
- 1888: Ludwig Ankenbrand, deutscher Geistlicher, Schriftsteller und Journalist
- 1888: Boris Pertel, russischer Sportschütze

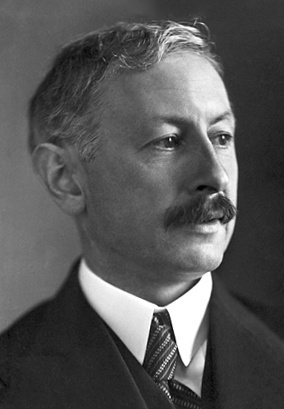
Paul Karrer (* 1889)

- 1889: Paul Karrer, Schweizer Chemiker und Nobelpreisträger
- 1889: Manuel Prado y Ugarteche, peruanischer Staatspräsident
- 1889: Efrem Zimbalist, US-amerikanischer Komponist, Musikpädagoge und Dirigent
- 1890: Benno Landsberger, deutscher Assyriologe
- 1890: Josef Lenzel, deutscher Märtyrer und Priester, Widerstandskämpfer
- 1891: Jean Dansereau, kanadischer Pianist und Musikpädagoge
- 1892: Freddie Dixon, britischer Motorrad- und Automobilrennfahrer
- 1892: Jaroslav Kvapil, tschechischer Komponist
- 1893: Walter Bartram, deutscher Politiker
- 1893: Walter Christaller, deutscher Geograf
- 1893: Émile Gour, kanadischer Sänger und Chorleiter
- 1893: Pierre Jamet, französischer Harfenist und Musikpädagoge
- 1896: Attila Hörbiger, österreichischer Schauspieler
- 1896: Russ Stein, US-amerikanischer American-Football-Spieler und Sheriff
- 1897: Hildegard Claassen, deutsche Kunsthistorikerin
- 1898: Otto Brunner, österreichischer Historiker
- 1898: Steve Owen, US-amerikanischer American-Football-Spieler und -Trainer
- 1899: Rolland-Georges Gingras, kanadischer Organist, Musikkritiker und Komponist
- 1899: Randall Thompson, US-amerikanischer Komponist und Musikpädagoge
- 1900: Hans Fritzsche, deutscher Journalist

### 20. Jahrhundert

#### 1901–1925
- 1901: Julián Bautista, argentinischer Komponist
- 1901: Heinrich Müller, deutscher Politiker
- 1904: Leon Adde, US-amerikanischer Jazz-Schlagzeuger
- 1902: Jean Sébilleau, französischer Automobilrennfahrer

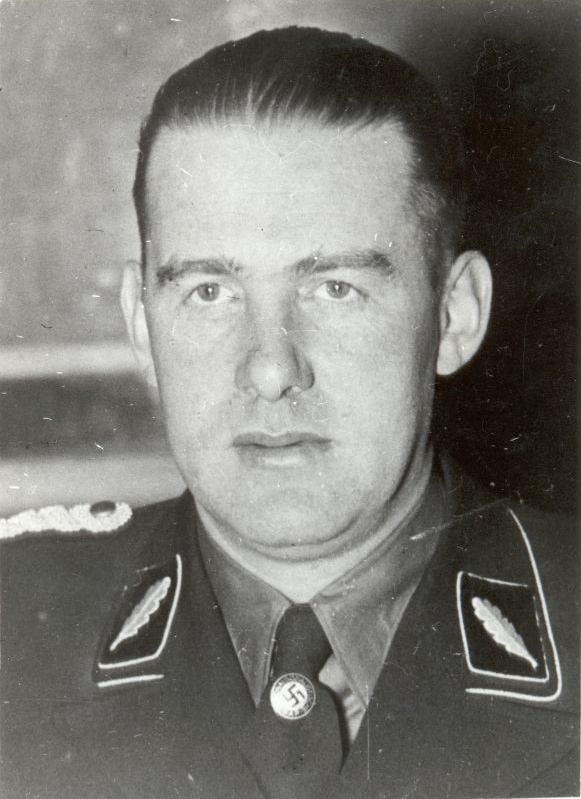
Odilo Globocnik (* 1904)

- 1904: Odilo Globocnik, österreichischer Nationalsozialist und SS-Angehöriger
- 1904: Vasiľ Hopko, slowakischer Bischof von Prešov
- 1905: Betty Astor, deutsche Filmschauspielerin
- 1905: Karl Junker, deutscher Schachproblemkomponist
- 1905: Ursula von Wiese, deutsch-schweizerische Schauspielerin, Übersetzerin und Schriftstellerin
- 1907: Wade Mainer, US-amerikanischer Old-Time- und Bluegrass-Musiker
- 1907: Antoni Szałowski, polnisch-französischer Komponist
- 1908: Rudi Goguel, deutscher Widerstandskämpfer gegen den Nationalsozialismus und Komponist des Moorsoldatenlieds
- 1908: Louis Hostin, französischer Gewichtheber
- 1908: Alfred Lion, deutsch-US-amerikanischer Plattenproduzent
- 1909: Karl Scheit, österreichischer Gitarrist und Lautenist
- 1910: Carlo Snider, Schweizer Kirchenrechtler
- 1911: Leonard Warren, US-amerikanischer Bariton
- 1912: Eve Arnold, US-amerikanische Fotografin
- 1912: Feike Pieter Asma, niederländischer Organist, Dirigent und Komponist
- 1912: Marcel Camus, französischer Regisseur
- 1912: Felipe Bojalil Gil, mexikanischer Sänger und Komponist
- 1912: Hermann Withalm, österreichischer Vizekanzler
- 1913: Milivoj Ašner, kroatischer Polizeichef in Požega
- 1913: Richard Beeching, britischer Physiker und Ingenieur, Vorsitzender der Aufsichtsbehörde der Staatsbahn British Railways
- 1913: Norbert Frýd, tschechoslowakischer Schriftsteller und Publizist
- 1913: Kai-Uwe von Hassel, deutscher Bundesminister
- 1913: Charles Martin, britischer Automobilrennfahrer
- 1913: Josef Meinrad, österreichischer Kammerschauspieler
- 1914: Carlos García, argentinischer Tangopianist, Orchesterleiter und Komponist

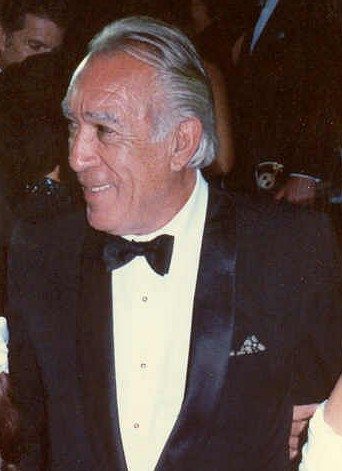
Anthony Quinn (* 1915)

- 1915: Anthony Quinn, US-amerikanischer Filmschauspieler
- 1915: Karl-Reinhard von Schultzendorff, deutscher Brigadegeneral
- 1916: George Arents, US-amerikanischer Automobilrennfahrer
- 1916: Eldon Rathburn, kanadischer Komponist, Pianist, Organist und Musikpädagoge
- 1917: Megs Jenkins, britische Schauspielerin
- 1918: Isa Vermehren, deutsche Kabarettistin, Filmschauspielerin und Ordensschwester
- 1918: Jack Brewer, US-amerikanischer Baseballspieler
- 1919: Don Cornell, US-amerikanischer Sänger
- 1919: Roger Doucet, kanadischer Sänger
- 1919: Licio Gelli, italienischer Gründer der Geheimloge Propaganda Due
- 1919: Michael Mann, deutscher Musiker und Literaturwissenschaftler
- 1920: Edmund Adamkiewicz, deutscher Fußballspieler
- 1920: Bruno Maderna, italienischer Komponist und Dirigent
- 1921: James Dougherty, US-amerikanischer Polizist und erster Ehemann von Marilyn Monroe
- 1921: Nicolaus Dreyer, deutscher Politiker, MdB
- 1921: Thomas Ponce Gill, US-amerikanischer Rechtsanwalt und Politiker
- 1921: Michel Hakim, libanesischer Erzbischof
- 1921: Bill Orban, kanadischer Sportwissenschaftler
- 1921: Sieglinde Wagner, österreichische Altistin
- 1922: Mundell Lowe, US-amerikanischer Jazzgitarrist
- 1922: Alistair MacLean, britischer Schriftsteller
- 1922: Pierre Petit, französischer Komponist
- 1922: Valentīns Skulme, sowjetischer Schauspieler
- 1923: Jakow Borissowitsch Estrin, russischer Schachspieler
- 1924: Annemarie Griesinger, deutsche Sozialpolitikerin, MdL und Landesministerin
- 1924: Johannes Kuhn, deutscher evangelischer Theologe
- 1924: Clara Ward, US-amerikanische Gospel-Sängerin
- 1925: Alfred Kelbassa, deutscher Fußballspieler
- 1925: Herbert Keppler, US-amerikanischer Herausgeber von Foto-Zeitschriften und Kameraentwickler

#### 1926–1950

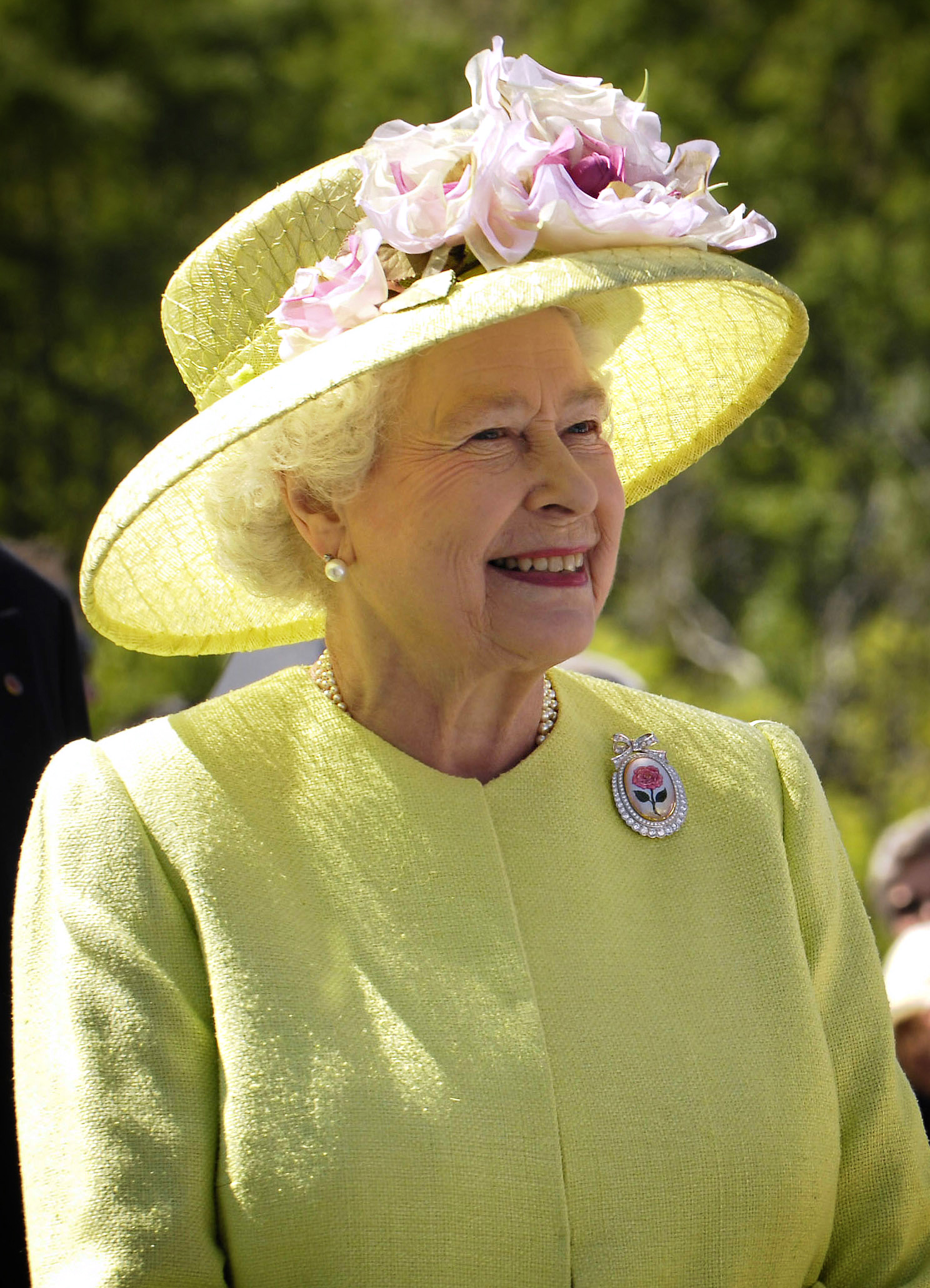
Elisabeth II. (* 1926)

- 1926: Elisabeth II., britische Königin
- 1926: Hans-Peter Minetti, deutscher Schauspieler
- 1927: Ahmed Arif, türkischer Dichter
- 1927: Robert Savoie, kanadischer Sänger und Musikpädagoge
- 1927: Poul Svendsen, dänischer Ruderer
- 1928: Georg Kronawitter, deutscher Politiker
- 1929: Martin Kruse, deutscher Theologe und Bischof von Berlin
- 1930: Mario Covas, brasilianischer Politiker, Gouverneur von São Paulo
- 1930: Dieter Roth, Schweizer Dichter und Grafiker, Aktions- und Objektkünstler
- 1931: Gabriel de Broglie, französischer Historiker und Staatsmann
- 1931: Margo MacKinnon, kanadische Sängerin und Gesangspädagogin
- 1931: Siegfried Müller senior, deutscher Automobilrennfahrer
- 1932: Angela Mortimer, britische Tennisspielerin
- 1933: Edmund Brenner, deutscher Leichtathlet
- 1935: Charles Grodin, US-amerikanischer Schauspieler
- 1935: Peter Frisch, deutscher Jurist, Präsident des Kölner Bundesamtes für Verfassungsschutz
- 1935: Thomas Kean, US-amerikanischer Politiker, Gouverneur von New Jersey
- 1935: Heinz Meynhardt, deutscher Verhaltensforscher, Tierfilmer und Sachbuchautor
- 1935: Karl-Ernst Schottes, deutscher Leichtathlet
- 1936: Jakob Adlhart, österreichischer Architekt
- 1936: Adi Holzer, österreichischer Bildender Künstler
- 1938: Nodar Kantscheli, russischer Bauingenieur
- 1939: Helen Prejean, US-amerikanische Ordensschwester und Aktivistin gegen die Todesstrafe
- 1939: Dirk Schneider, deutscher Politiker, MdB
- 1939: Ernst Thomke, Schweizer Industriemanager
- 1940: Souleymane Cissé, malischer Filmemacher
- 1940: Claire Marienfeld, deutsche Politikerin, Wehrbeauftragte des Deutschen Bundestages
- 1940: Elke Müller, deutsche Politikerin
- 1940: Peter Schneider, deutscher Schriftsteller
- 1940: Knut Terjung, deutscher Journalist
- 1940: Wolfgang Uhrig, deutscher Sportjournalist

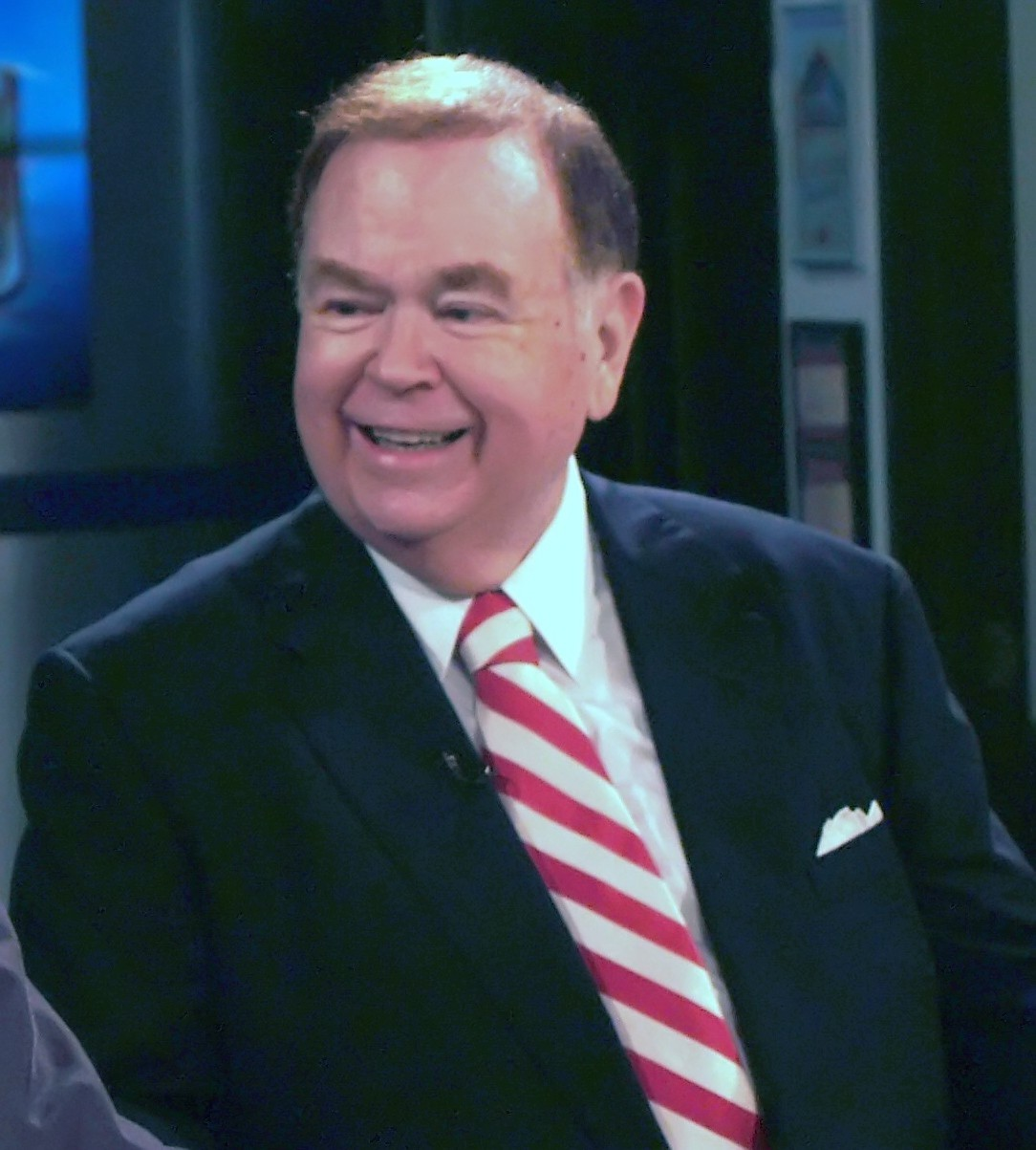
David Boren (* 1941)

- 1941: David L. Boren, US-amerikanischer Politiker, Senator von Oklahoma
- 1941: Christiane Langenberger, Schweizer Politikerin
- 1941ː Margaret Ménégoz, deutsch-französische Filmproduzentin und Verleiherin
- 1941: Harry Miller, südafrikanischer Jazzbassist
- 1941: Michael Succow, deutscher Biologe
- 1942ː Laine Erik, estnische Mittelstreckenläuferin
- 1942: Vitus Huonder, Schweizer Theologe und Bischof von Chur
- 1942: Rod Loomis, US-amerikanischer Schauspieler
- 1943: Reiner Arntz, deutscher Sprachwissenschaftler
- 1944: Russell Boyd, australischer Kameramann
- 1944: Peter Kowald, deutscher Kontrabassist und Tubist
- 1945: Heinrich Haasis, deutscher Politiker und Präsident des Deutschen Sparkassen- und Giroverbands
- 1946: Arno Bonanni, deutscher Architekt
- 1946: Claire Denis, französische Regisseurin
- 1946: László Horváth, ungarischer Moderner Fünfkämpfer
- 1946: Patrick Rambaud, französischer Schriftsteller
- 1946: Dorthy de Rooij, niederländische Organistin, Komponistin und Musikpädagogin
- 1946: Xaver Schwarzenberger, österreichischer Kameramann und Regisseur
- 1947: Kralle Krawinkel, deutscher Musiker und Gitarrist
- 1947: Iggy Pop, US-amerikanischer Rockmusiker
- 1947: Hubert Weiger, deutscher Naturschützer
- 1948: Paul Davis, US-amerikanischer Singer-Songwriter, Musiker und Produzent
- 1948: Ulrich Diederichs, deutscher Bauingenieur und Hochschullehrer
- 1948: Josef Flammer, Schweizer Augenarzt
- 1948: Dieter Fromm, deutscher Leichtathlet
- 1949: Frank Hofmann, deutscher Politiker, MdB
- 1950: Benedikt Dyrlich, sorbischer Schriftsteller, Politiker und Chefredakteur
- 1950: Michail Schereschewski, russisch-bulgarischer Schachspieler, -trainer und Buchautor

#### 1951–1975
- 1951: Bernhard Andres, deutscher Politiker

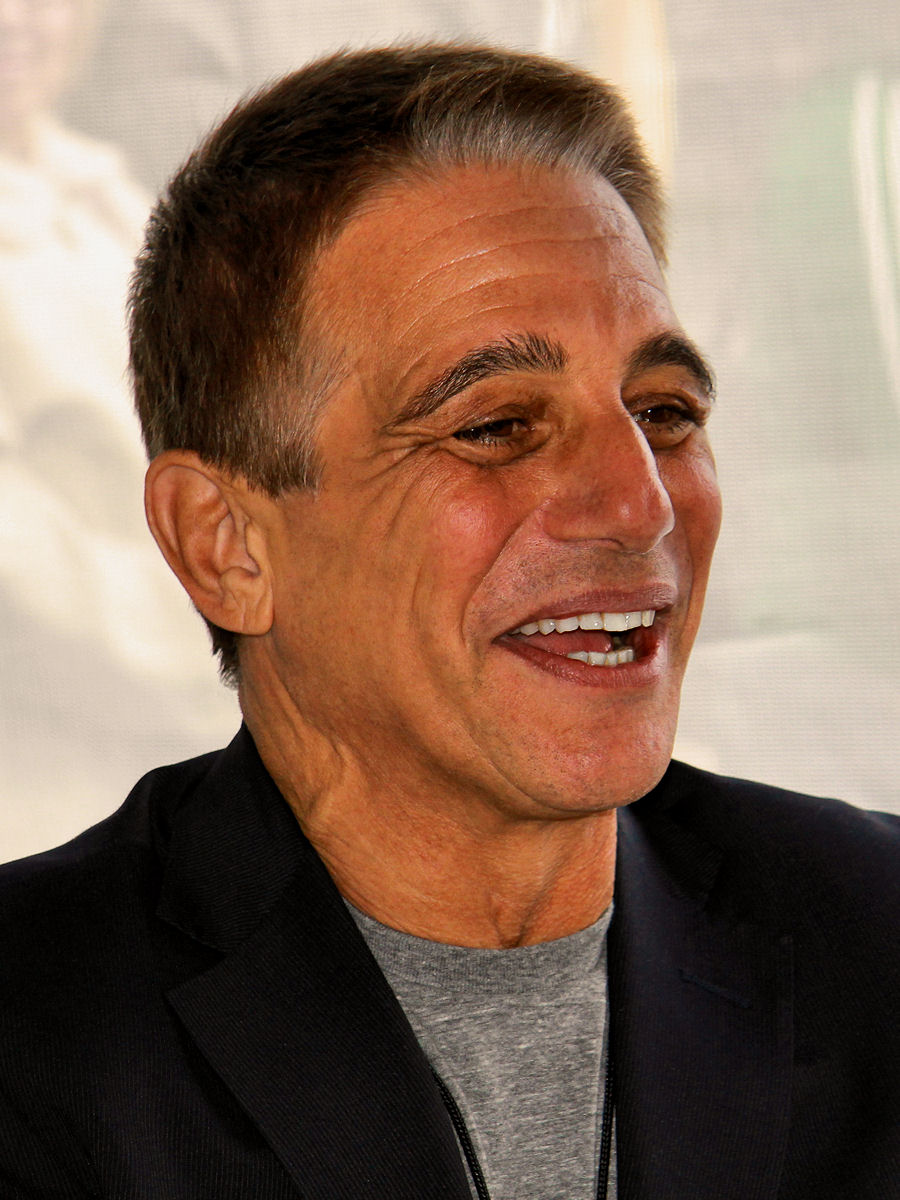
Tony Danza (* 1951)

- 1951: Tony Danza, US-amerikanischer Schauspieler
- 1951: Jean-Pierre Dardenne, Regisseur, Produzent, Drehbuchautor
- 1951: Horst W. Hamacher, deutscher Wirtschaftsmathematiker
- 1951: Jan Huisjes, niederländischer Radsportler
- 1951: Alexander Iwanowitsch Laweikin, sowjetischer Kosmonaut und Ingenieur
- 1951: Jean Piché, kanadischer Komponist, Multimediakünstler und Musikpädagoge
- 1951: Luis Rocco, argentinischer Flötist
- 1951: William Totok, rumäniendeutscher Schriftsteller und Publizist
- 1952: Soslan Petrowitsch Andijew, sowjetischer Ringer
- 1952: Pascal Auberson, schweizerischer Sänger, Perkussionist und Pianist
- 1952: Philippe Guerdat, Schweizer Springreiter
- 1953: Michael Asher, englischer Autor und Wüstenforscher
- 1953: Asko Antero Autio, finnischer Skilangläufer
- 1953: Zbigniew Graca, polnischer Dirigent
- 1954: Walter Freiwald, deutscher Hörfunk- und Fernsehmoderator
- 1954: Laura Podestà, italienische Schwimmerin
- 1955: Teimuras Apchasawa, georgischer Ringer
- 1955: Eduard Strauss, österreichischer Jurist, Ur-Ur-Enkel von Johann Strauss (Vater)
- 1956: Jürgen Blum, deutscher Vielseitigkeitsreiter
- 1956: Cae Gauntt, christliche Popsängerin
- 1957: Monika Auer, italienische Rennrodlerin
- 1957: Edward Leslie, US-amerikanischer Wrestler
- 1957: Cor Mutsers, niederländischer Gitarrist
- 1957: Herbert Wetterauer, deutscher Künstler und Autor
- 1958: Andie MacDowell, US-amerikanische Schauspielerin

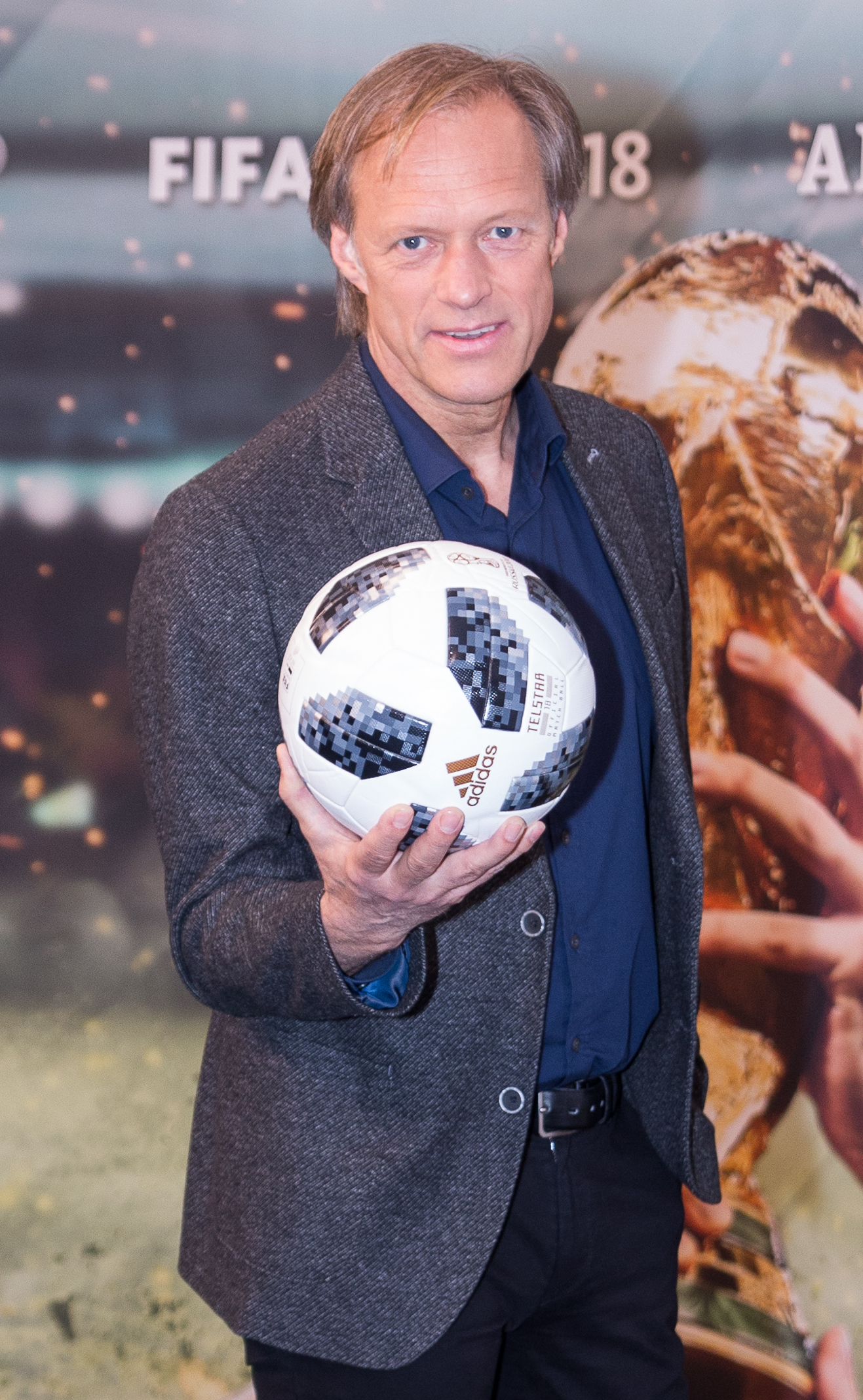
Gerhard Delling (* 1959)

- 1959: Gerhard Delling, deutscher Sportjournalist
- 1959: Jerry Only, US-amerikanischer Rockmusiker
- 1959: Robert Smith, britischer Musiker
- 1960: Markus Achatz, österreichischer Professor, Verwaltungs- und Finanzwissenschaftler
- 1960: Julius Korir, kenianischer Leichtathlet, Olympiasieger
- 1962: Karl Baron, österreichischer Politiker, Transportunternehmer und Automobilrennfahrer
- 1962: Christoph Berger, Schweizer Arzt
- 1962: Sergei Wiktorowitsch Saljotin, russischer Kosmonaut
- 1962: Heather Zar, südafrikanische Kinderärztin und Pulmonologin
- 1963: Lisa Darr, US-amerikanische Schauspielerin
- 1963: Roy Dupuis, kanadischer Schauspieler
- 1963: Jens Petersen, deutscher Automobilrennfahrer
- 1964: Qairat Äbdirachmanow, kasachischer Diplomat
- 1964: Ludmila Engquist, schwedische Leichtathletin, Olympiasiegerin
- 1964: Michail Maratowitsch Fridman, russisch-israelischer Oligarch
- 1964: Michael Kaufmann, deutscher Ingenieur, Hochschullehrer und Politiker
- 1964: Andreas Puelacher, österreichischer Alpinskitrainer
- 1964: Christian Rieger, deutscher Opernsänger
- 1964: Richard Schallert, österreichischer Skispringer und Skisprungtrainer
- 1964: Georg Schroeter, deutscher Bluesmusiker
- 1965: Ed Belfour, kanadischer Eishockeyspieler
- 1965: Katja Burkard, deutsche Fernsehmoderatorin
- 1965: Kelly Collins, US-amerikanischer Autorennfahrer

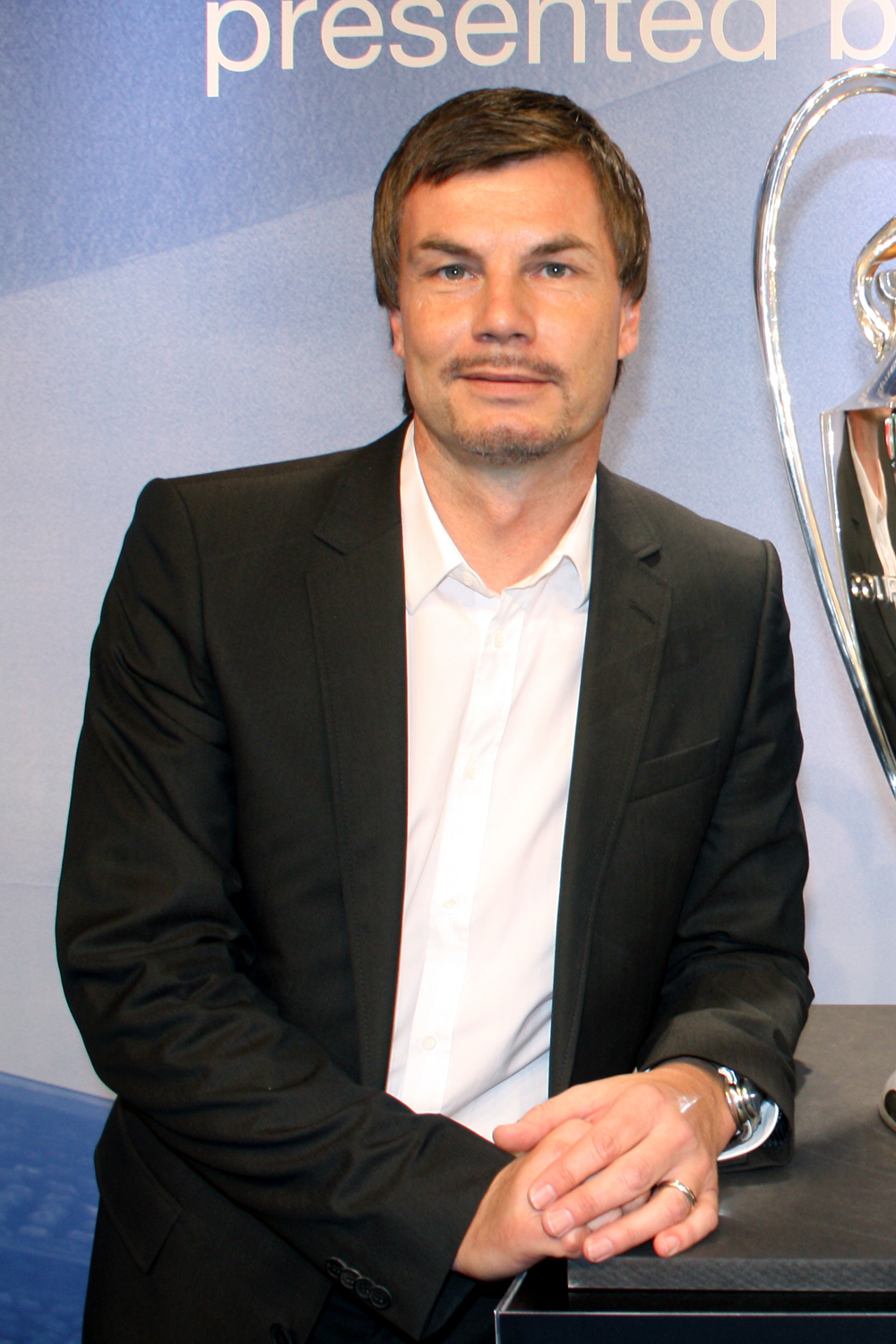
Thomas Helmer (* 1965)

- 1965: Thomas Helmer, deutscher Fußballspieler
- 1965: Gerit Kling, deutsche Schauspielerin
- 1965: Christina Plate, deutsche Schauspielerin
- 1965: Sven Unterwaldt, deutscher Filmregisseur und Drehbuchautor
- 1966: Jorgo Chatzimarkakis, Europaabgeordneter
- 1967: Rolf Miller, deutscher Kabarettist und Comedian
- 1967: Bruno Orešar, kroatischer Tennisspieler
- 1968: Jean-Louis Agobet, französischer Komponist
- 1968: Tita von Hardenberg, deutsche Fernsehmoderatorin
- 1968: Christoph Meili, vereitelte die Vernichtung von Holocaust-Bankbelegen
- 1968: Eduardus Nabunome, indonesischer Leichtathlet
- 1968: Lars-Henrik Walther, deutscher Handballspieler
- 1969: Holger Daemgen, deutscher Schauspieler
- 1969: Kirstie Marshall, australische Freestyle-Skierin
- 1969: Claus Schromm, deutscher Fußballtrainer
- 1969: Toby Stephens, britischer Schauspieler
- 1970: Jeff Anderson, US-amerikanischer Schauspieler und Regisseur (Clerks)
- 1970: Michael Sternkopf, deutscher Fußballspieler
- 1970: Nicole Sullivan, US-amerikanische Schauspielerin und Komikerin
- 1971: Ekin Deligöz, deutsche Politikerin
- 1971: Paul Heller, deutscher Jazz-Saxophonist
- 1971: Véréna Paravel, französische Anthropologin
- 1971: Jule Ronstedt, deutsche Schauspielerin und Regisseurin
- 1972: Kitty Hoff, deutsche Sängerin, Musikerin und Komponistin
- 1972: Horst Meierhofer, deutscher Politiker, MdB
- 1972: Petra van de Voort, schwedische Schauspielerin
- 1973: Nadeshda Brennicke, deutsche Schauspielerin
- 1975: Martin Neuhaus, deutscher Schauspieler

#### 1976–2000
- 1976: Sergei Jakowlew, kasachischer Radrennfahrer
- 1977: Atef Vogel, deutscher Judoka, Schauspieler und Choreograf
- 1978: Julija Petschonkina, russische Hürdenläuferin
- 1979: Cristian Sebastián Cejas, argentinischer Fußballspieler
- 1979: Stefano Garris, deutscher Basketballspieler
- 1979: Markus Kiesenebner, österreichischer Fußballspieler
- 1979: Tobias Linderoth, schwedischer Fußballspieler

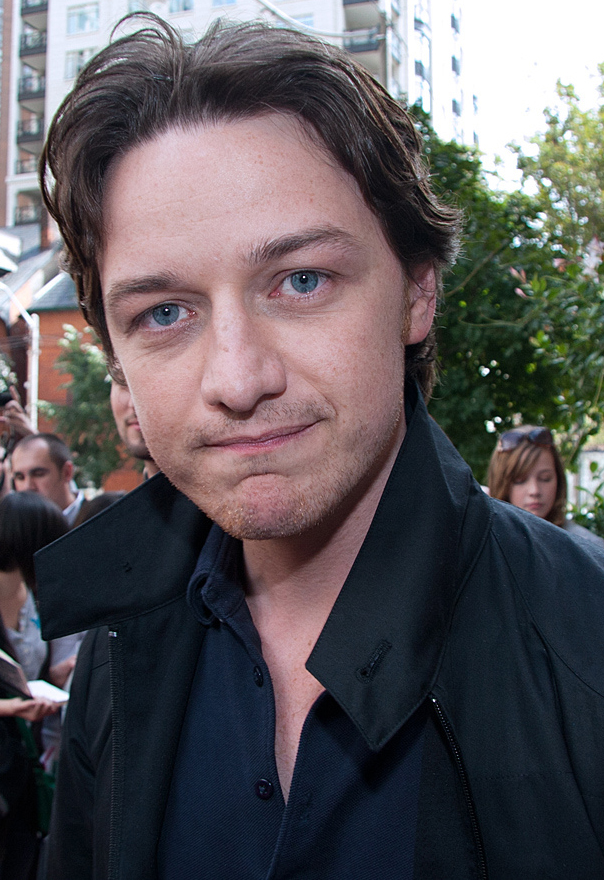
James McAvoy (* 1979)

- 1979: James McAvoy, britischer Schauspieler
- 1980: Manny Marc, deutscher DJ und Rapper
- 1981: Gerd-Elin Albert, norwegische Handballspielerin
- 1981: Lina Beckmann, deutsche Schauspielerin
- 1981: Dušan Bestvina, slowakischer Fußballspieler
- 1981: Wissem Hmam, tunesischer Handballspieler und -trainer
- 1981: Florin Zalomir, rumänischer Fechter
- 1982: Max Kidd, deutscher Schauspieler und Regisseur
- 1982: Liu Yuanjun, chinesischer Dartspieler
- 1982: Walter Olmos, argentinischer Cuarteto-Sänger
- 1983: Marco Donadel, italienischer Fußballspieler
- 1983: Gugu Mbatha-Raw, britische Schauspielerin
- 1983: Jennifer Schrems, deutsche Radiomoderatorin
- 1984: Dominik Jackson, britischer Rennfahrer
- 1984: Christian Lillinger, deutscher Musiker und Komponist
- 1984: Josip Valčić, kroatischer Handballspieler
- 1984: Marie-Ernestine Worch, deutsche Schauspielerin

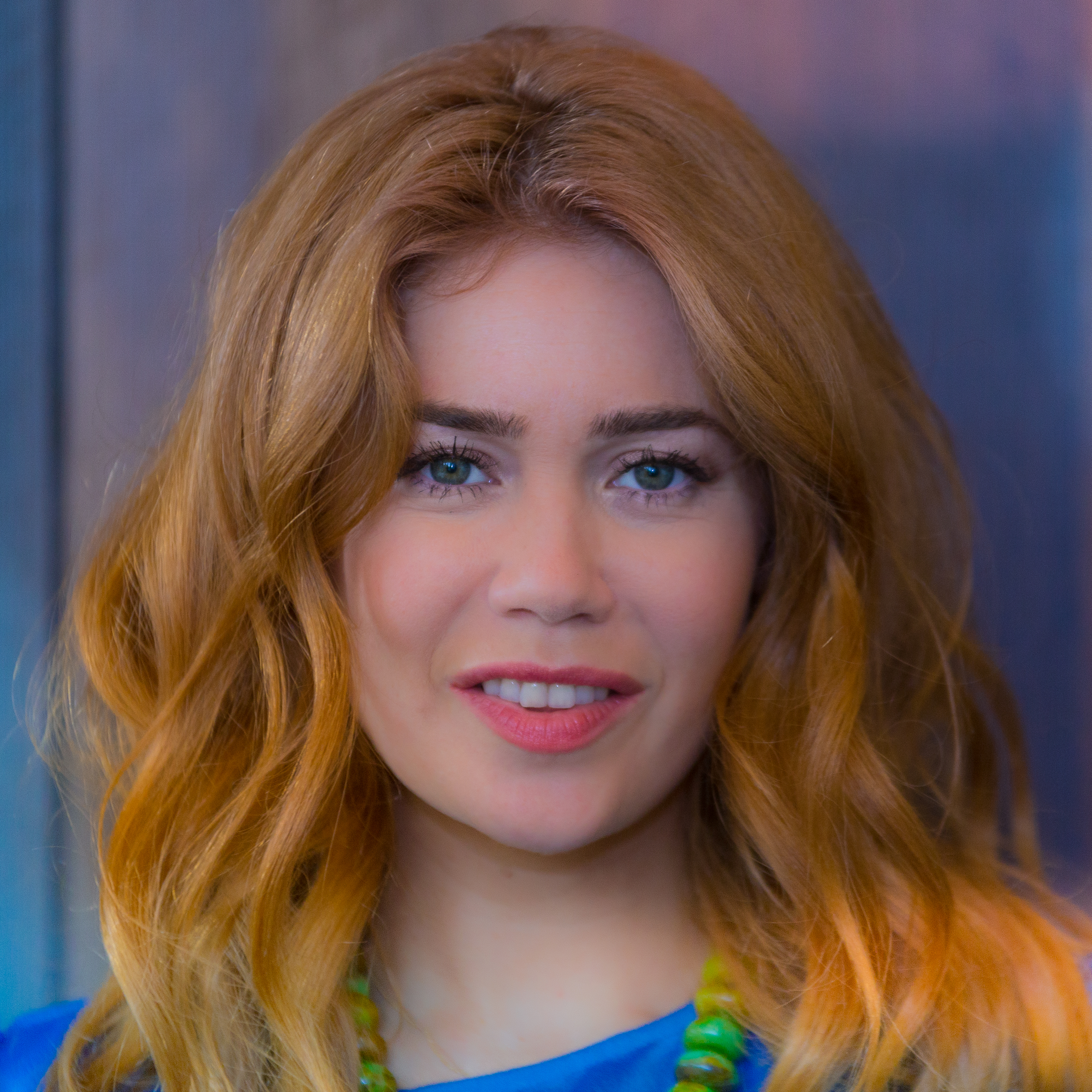
Palina Rojinski (* 1985)

- 1985: Palina Rojinski, deutsche Moderatorin und Schauspielerin
- 1986: Kevin Artmann, deutscher Fußballspieler
- 1987: Sven Franzen, deutscher Handballmanager
- 1987: Pietro Gandolfi, italienischer Rennfahrer
- 1988: Robert Patrick Amell, kanadischer Schauspieler
- 1988: Jonathan Summerton, US-amerikanischer Rennfahrer
- 1988: Gary Kagelmacher, uruguayischer Fußballspieler
- 1988: Pawel Kusmin, russischer Billardspieler
- 1989: Li Chao, chinesischer Schachspieler
- 1989: Hikakin, japanischer Musiker, Unternehmer, Schauspieler und Webvideoproduzent
- 1990: Ollie Millroy, britischer Autorennfahrer
- 1990: Tunay Torun, deutsch-türkischer Fußballspieler
- 1991: Max Chilton, britischer Rennfahrer
- 1991: Christian Klem, österreichischer Fußballspieler
- 1991: Maximilian Kolditz, deutscher Handballspieler
- 1992: David Fumanelli, italienischer Automobilrennfahrer
- 1992: Isco, spanischer Fußballspieler
- 1992: Bastian Krämmer, deutscher Eishockeyspieler
- 1992: Deng Linlin, chinesische Turnerin
- 1992: Mitch Morse, US-amerikanischer American-Football-Spieler
- 1992: Reto Schmidiger, Schweizer Skirennfahrer
- 1993: Yukon de Leeuw, kanadischer Skispringer, Nordischer Kombinierer, Freestyle-Skier und Musiker
- 1993: John Paul, schottischer Bahnradsportler
- 1994: Hans Carl Ludwig Augustinsson, schwedischer Fußballspieler
- 1994: Merle Barth, deutsche Fußballspielerin
- 1994: Helge Mark Lodder, deutscher Schauspieler und Musicaldarsteller
- 1995: Eva De Dominici, argentinische Schauspielerin und Model
- 1996: Luisa Neubauer, deutsche Klimaschutzaktivistin
- 1997: Matteo Pessina, italienischer Fußballspieler
- 1997: Riley Seger, kanadischer Skirennläufer
- 2000: Alex Cochrane, englischer Fußballspieler
- 2000: Adrian Ililau, palauischer Leichtathlet
- 2000: Tarmo Peltokoski, finnischer Dirigent

### 21. Jahrhundert
- 2001: Erika Pykäläinen, finnische Skirennläuferin
- 2001: Edoardo Zambanini, italienischer Radrennfahrer

## Gestorben

### Vor dem 17. Jahrhundert
- 0043 v. Chr.: Aulus Hirtius, römischer Politiker und Schriftsteller
- 0234: Han Xiandi, letzter Kaiser der chinesischen Han-Dynastie
- 0586: Leovigild, westgotischer König
- 0748: Genshō, Kaiserin von Japan
- 0847: Otgar von Mainz, Erzbischof von Mainz
- 0866: Bardas, Regent des Byzantinischen Reiches
- 1021: Wolbodo, Bischof von Lüttich
- 1073: Alexander II., Papst

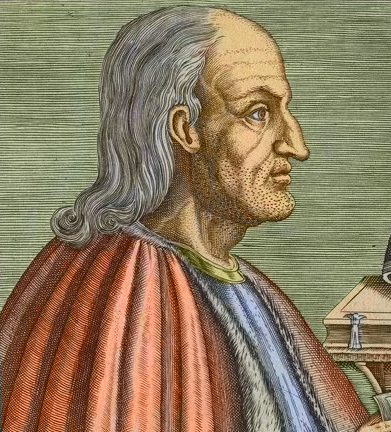
Anselm von Canterbury († 1109)

- 1109: Anselm von Canterbury, Benediktinermönch, Philosoph und Kirchenlehrer
- 1112: Bertrand von Toulouse, Graf von Toulouse und Tripolis
- 1142: Petrus Abaelardus, französischer Philosoph und Scholastiker
- 1216: Ida von Elsass, Gräfin von Boulogne
- 1262: Ibn al-Adim, Aleppiner Historiker
- 1338: Theodor I., Markgraf von Montferrat
- 1352: Bolesław III., Herzog von Breslau, Brieg und Liegnitz
- 1354: Heinrich von Friemar (der Jüngere), Augustinereremit, Philosoph und Schriftsteller
- 1375: Elisabeth von Meißen, Burggräfin von Nürnberg
- 1412: Guy XII. de Laval, französischer Adliger
- 1460: Fernando Álvarez de Toledo, 1. Graf von Alba, kastilischer Adeliger
- 1479: Hans von Waltheim, deutscher Patrizier, Reisender und Pilger
- 1509: Heinrich VII., König von England und Lord of Ireland
- 1522: Sen no Rikyū, Person, die wesentlichen Einfluss auf die Entwicklung der japanischen Teezeremonie hatte
- 1534: Elizabeth Barton, englische Predigerin und Prophetin
- 1542: Johannes Cellarius, deutscher evangelischer Theologe
- 1552: Peter Apian, deutscher Astronom und Geograf
- 1555: Endres Dürer, deutscher Gold- und Silberschmied
- 1557: Kaspar Gretter, deutscher Theologe und Reformator
- 1574: Cosimo I. de’ Medici, Herzog von Florenz und Großherzog der Toskana
- 1577: Diogo Rodrigues, portugiesischer Seefahrer, Entdecker und Kolonialherr in Indien
- 1597: Seweryn Nalywajko, ukrainischer Kosaken-Anführer

### 17. und 18. Jahrhundert
- 1617: Andreas Osiander der Jüngere, deutscher lutherischer Theologe und Kirchenlieddichter
- 1621: Heinrich Abermann, deutscher Historiker
- 1621: Thomas Sagittarius, deutscher Philologe, philosophischer Logiker und Pädagoge
- 1635: Valentin Riemer, deutscher Rechtswissenschaftler
- 1636: Maria von Eicken, Ehefrau des Markgrafen Eduard Fortunat von Baden
- 1644: Torsten Stålhandske, schwedischer Feldherr
- 1668: Joachim von Boeselager, deutscher Hofbeamter und Diplomat
- 1672: Franz Burmeister, evangelischer Theologe und Dichter
- 1690: Jacob de Graeff, niederländischer Politiker und Patrizier

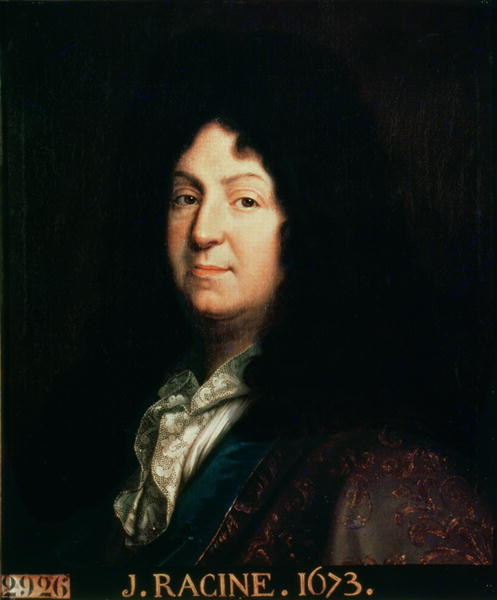
Jean Racine († 1699)

- 1699: Jean Racine, französischer Autor
- 1700: Caspar Bose, Leipziger Rats- und Handelsherr
- 1712: Christian Crusius, Bürgermeister von Chemnitz
- 1714: Cornelius Anckarstjerna, schwedischer Admiral und Freiherr
- 1714: Wassili Wassiljewitsch Golizyn, russischer Politiker
- 1716: Louis-Armand de Lom d’Arce, französischer Offizier und Reisender in den französischen Kolonien Nordamerikas
- 1718: Philippe de La Hire, französischer Mathematiker
- 1719: Franz Köck, österreichischer Orgelbauer
- 1720: Anthony Hamilton, französischer Generalleutnant und Schriftsteller schottischer Herkunft
- 1721: Dorothea Louise von Schleswig-Holstein-Sonderburg-Augustenburg, Äbtissin des Klosters Itzehoe
- 1722: Damian Hugo Graf von Virmont zu Neersen, deutscher General und Diplomat
- 1731: Moritz Wilhelm, Herzog von Sachsen-Merseburg
- 1736: Prinz Eugen, österreichischer Feldherr und Kunstmäzen
- 1736: Wilhelm Hieronymus Brückner, deutscher Rechtswissenschaftler
- 1736: Johann Georg König, Schweizer katholischer Geistlicher und Gymnasiallehrer
- 1740: Antonio Balestra, italienischer Maler, Zeichner und Kupferstecher
- 1766: Alexei Petrowitsch Bestuschew-Rjumin, russischer Feldmarschall und Reichskanzler
- 1772: Samuel Urlsperger, deutscher lutherischer Theologe
- 1780: Carl Deichman, norwegischer Fabrikbesitzer und Büchersammler
- 1780: Johann Samuel Wiesner, deutscher evangelischer Theologe, Pädagoge und Orientalist
- 1780: Ferdinand Zellbell, schwedischer Komponist
- 1781: Alexei Nikititsch Wolkonski, russischer General
- 1792: Tiradentes, brasilianischer Freiheitskämpfer und Nationalheld
- 1800: Wilhelm Alexander Schwollmann, deutscher evangelischer Theologe

### 19. Jahrhundert
- 1801: Johann Michael Wagner, deutscher Orgelbauer
- 1805: Bernt Anker, norwegischer Kaufmann
- 1807: Christian Heinrich Reichel, deutscher Pädagoge
- 1816: Joseph Martin Kleber, deutscher Jurist
- 1827: Thomas Rowlandson, britischer Maler und Karikaturist
- 1831: Gesche Gottfried, deutsche Serienmörderin
- 1837: Michael von Erdelyi, österreichischer Tierarzt und Hochschullehrer
- 1842: Karl Adalbert von Beyer, Abt von Hamborn und Weihbischof in Köln
- 1842: Bertrand Clausel, französischer General und Marschall
- 1843: Augustus Frederick, britischer Prinz
- 1844: Henry Baldwin, US-amerikanischer Politiker und Jurist

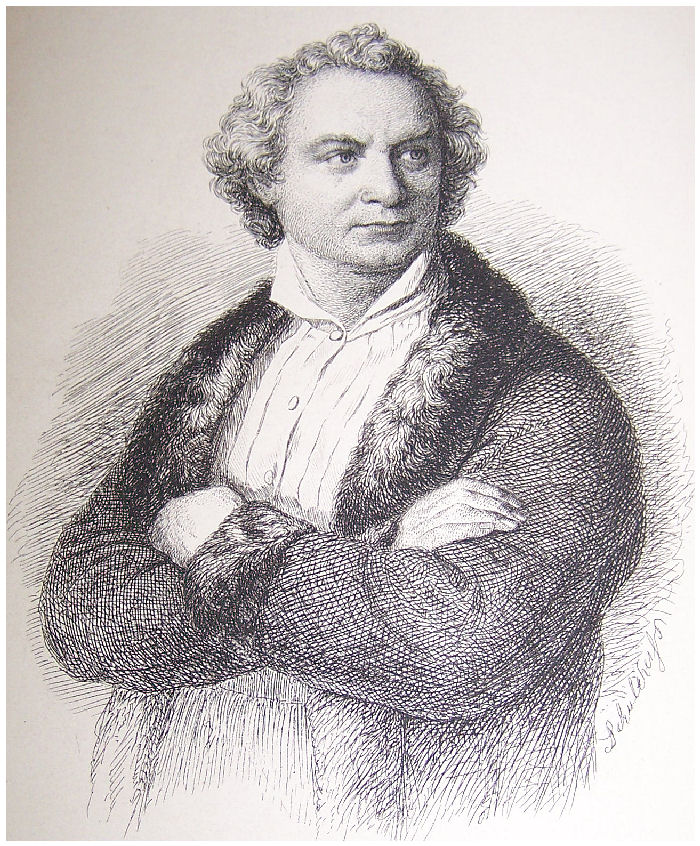
Friedrich von Gärtner († 1843)

- 1847: Friedrich von Gärtner, deutscher Architekt
- 1850: Nikolaus Wesselényi, ungarischer Politiker und Großgrundbesitzer
- 1851: Hippolyte Colet, französischer Komponist, Musikpädagoge und -theoretiker
- 1851: Christian Georg Wagner, deutscher Jurist
- 1859: Karl Friedrich Nägelsbach, deutscher Altphilologe
- 1859: Otto Sendtner, deutscher Botaniker und Universitätsprofessor
- 1866: Franz Hessenland, deutscher Druckereibesitzer, Verleger und Politiker
- 1866: Friedrich Wilhelm Otto, deutscher Philologe
- 1866: Jane Welsh Carlyle, englische Salonnière

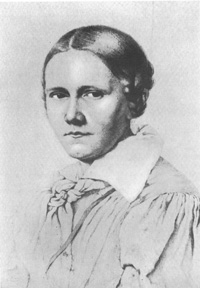
Elisabeth Grube († 1871)

- 1871: Elisabeth Grube, deutsche Dichterin und Schriftstellerin
- 1875: Herbert Pernice, deutscher Jurist
- 1879: John Adams Dix, US-amerikanischer Politiker
- 1879: Hermann Loew, deutscher Insektenforscher und Lehrer
- 1882: Gustav Hasselbach, Geheimer Regierungsrat und Kommunalpolitiker
- 1893: Richard Lee Turberville Beale, US-amerikanischer Politiker, Jurist und General
- 1894: James W. Throckmorton, US-amerikanischer Politiker, Gouverneur von Texas
- 1896: Maurice de Hirsch, deutscher Unternehmer und Philanthrop
- 1898: Louis Théodore Gouvy, deutsch-französischer Komponist
- 1899: Leopold Hoesch, deutscher Industrieller, Gründer der Hoesch AG
- 1899: Heinrich Kiepert, deutscher Geograph und Kartograph
- 1899: Armin zur Lippe-Weißenfeld, deutscher Gutsbesitzer, Agrarwissenschaftler, Reichstagsabgeordneter, Professor und Autor

### 20. Jahrhundert

#### 1901–1950
- 1902: Agnes Kayser-Langerhannß, deutsche Schriftstellerin
- 1905: William W. Armstrong, US-amerikanischer Drucker, Redakteur und Politiker

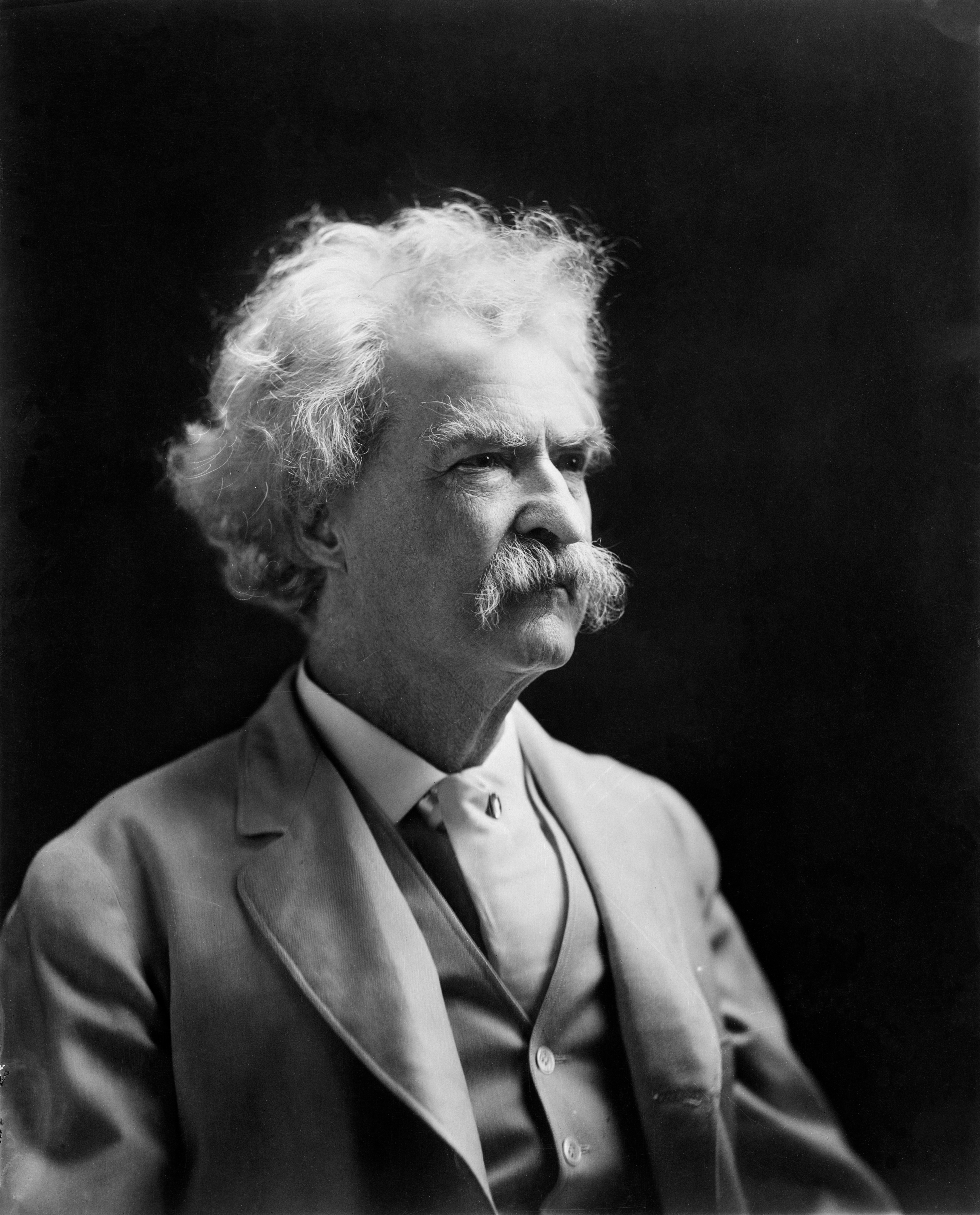
Mark Twain († 1910)

- 1910: Mark Twain, US-amerikanischer Schriftsteller
- 1912: Yung Wing, chinesischer Diplomat
- 1915: Adèle Hugo, französische Komponistin
- 1917: Ernst von Ihne, deutscher Architekt und Baumeister
- 1917: Georg Pfaff, deutscher Nähmaschinenfabrikant
- 1918: Adolfo Baci, italienischer Komponist
- 1918: Manfred von Richthofen, deutscher Jagdflieger im Ersten Weltkrieg
- 1921: Hans Georg Joachim Apel-Pusch, deutscher Offizier
- 1921: Juan Camps, spanischer Ruderer
- 1924: Marie Corelli, britische Schriftstellerin

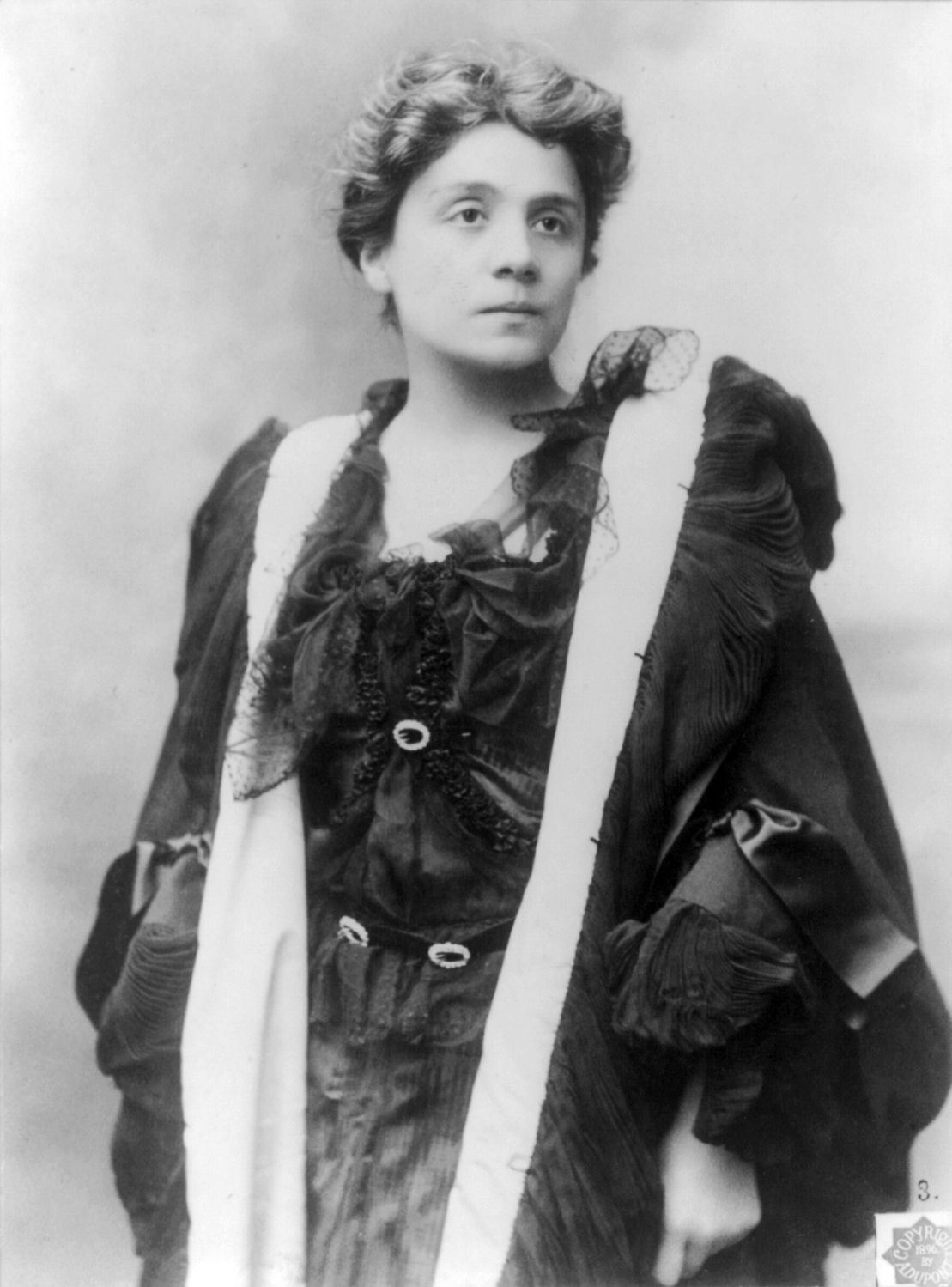
Eleonora Duse († 1924)

- 1924: Eleonora Duse, italienische Schauspielerin
- 1924: Carl Heinrich Stratz, russischer Gynäkologe
- 1926: John C. Hammond, US-amerikanischer Rechtsanwalt
- 1926: Jurij Pilk, sorbischer Historiker, Komponist, Pädagoge, Heimatforscher und Musiker
- 1927: Hugo Schuchardt, deutscher Romanist
- 1927: Ernst Wasserzieher, deutscher Etymologe
- 1932: Friedrich Gustav Piffl, österreichischer Erzbischof und Kardinal
- 1937: Willy Rehberg, Schweizerischer Pianist, Komponist und Musikpädagoge
- 1939: Wilhelm Kroll, deutscher Altphilologe
- 1940: Paul Arendt, deutscher Theaterschauspieler

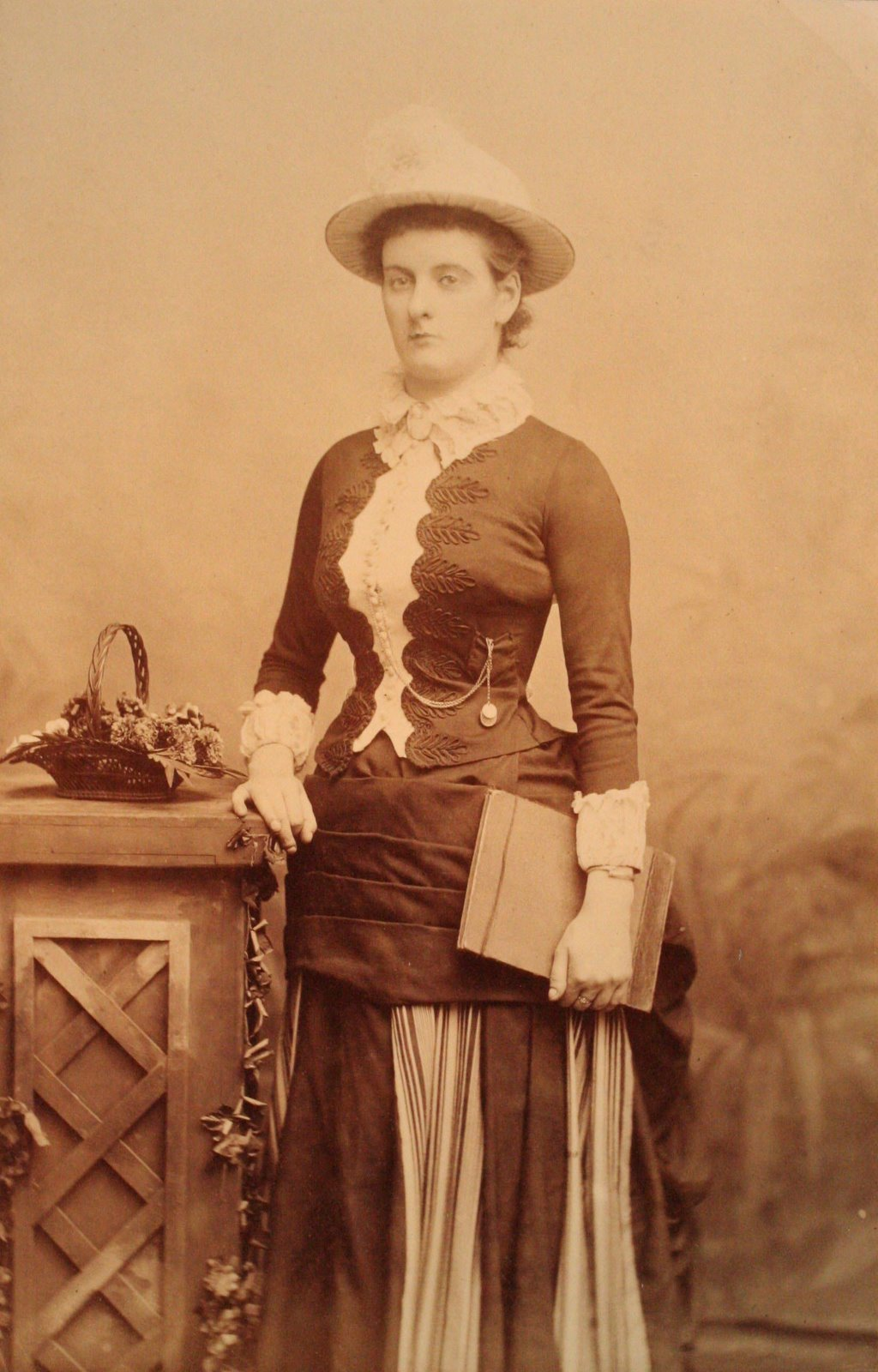
Margaret Fountaine († 1940)

- 1940: Margaret Fountaine, britische Schmetterlingsforscherin
- 1943: Gela Szeksztajn, polnische Malerin jüdischer Abstammung
- 1944: Hans-Valentin Hube, deutscher Generaloberst
- 1944: Frederick Richard Simms, britischer Industrieller und Automobilpionier
- 1945: Walter Model, deutscher Generalfeldmarschall
- 1945: Margarete Mrosek, deutsche Widerstandskämpferin, Opfer des Nationalsozialismus

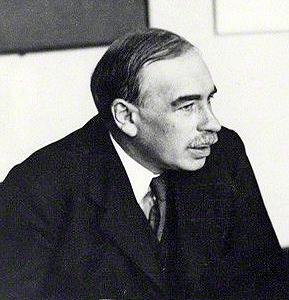
John Maynard Keynes († 1946)

- 1946: John Maynard Keynes, britischer Nationalökonom (Keynesianismus)
- 1947: Walter Boenicke, deutscher General
- 1948: Aldo Leopold, US-amerikanischer Forstwissenschaftler und Ökologe
- 1948: Carlos López Buchardo, argentinischer Komponist, Pianist und Musikpädagoge

#### 1951–2000
- 1951: Alexander Krein, russischer Komponist
- 1952: Alfred Andersen-Wingar, norwegischer Komponist
- 1954: Emil Leon Post, polnisch-US-amerikanischer Mathematiker und Logiker
- 1954: Petre Sergescu, rumänischer Mathematiker und Mathematikhistoriker
- 1955: Herbert J. Sadler, kanadischer Organist, Komponist und Musikpädagoge
- 1956: Angelo Dibona, Südtiroler Kletterer und Bergführer
- 1956: Stan Golestan, rumänischer Komponist und Musikkritiker
- 1957: Lou Brero, US-amerikanischer Automobilrennfahrer
- 1957: John Graham Kerr, englischer Embryologe und Zoologe
- 1958: Manuel Infante, spanischer Komponist und Dirigent
- 1959: Arthur Stanley Angwin, britischer Funkpionier
- 1960: Olof Aschberg, schwedischer Bankier
- 1960: Ellery Sedgwick, US-amerikanischer Schriftsteller
- 1961: Leo Abl, deutscher Landwirtschaftswissenschaftler und Hochschullehrer
- 1962: Raissa Adler, österreichische Frauenrechtlerin

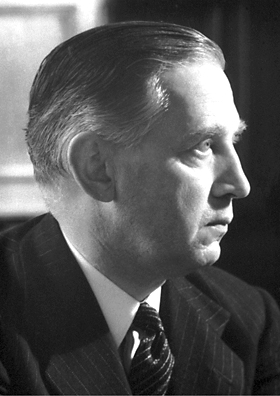
Edward Victor Appleton († 1965)

- 1965: Edward Victor Appleton, britischer Physiker, Nobelpreisträger
- 1965: Nina de Garis Davies, britische Malerin und Kopistin alter ägyptischer Wandmalereien
- 1966: Sepp Dietrich, SS-Oberstgruppenführer und Generaloberst der Waffen-SS
- 1966: Lorenzo Raimundo Parodi, argentinischer Agraringenieur und Botaniker
- 1969: Rudolf Amelunxen, deutscher Politiker
- 1970: Earl Hooker, US-amerikanischer Bluesmusiker
- 1971: François Duvalier, haitianischer Arzt, Politiker, Präsident und Diktator
- 1973: Arthur Fadden, australischer Premierminister
- 1974ː Tina Haim-Wentscher, deutsch-australische Bildhauerin
- 1975: Melchior Vischer, deutscher Schriftsteller
- 1977: Gummo Marx, US-amerikanischer Schauspieler
- 1978: Walter Ackermann, deutscher Pädagoge
- 1978: Sandy Denny, britische Sängerin
- 1979: Franzleo Andries, deutscher Komponist, Musikproduzent und Schlagertexter
- 1983: Michael Holzach, deutscher Journalist und Buchautor

Marcel Janco († 1984)

- 1984: Marcel Janco, rumänisch-israelischer Künstler und Schriftsteller
- 1984: Manuel Mujica Láinez, argentinischer Schriftsteller und Journalist
- 1985: Astrid Hjertenæs Andersen, norwegische Schriftstellerin
- 1985: Irving Mills, US-amerikanischer Musikverleger, Produzent, Komponist und Sänger
- 1985: Tancredo Neves, brasilianischer Politiker
- 1986: Stephan Cosacchi, ungarisch-deutscher Sprach- und Musikwissenschaftler, Musikpädagoge und Komponist
- 1987: Walther Asal, deutscher Generalstabsarzt und Chirurg
- 1987: Hermann Götz, deutscher Politiker
- 1988ː Lina Beck-Meyenberger, Schweizer Lehrerin und Frauenrechtlerin
- 1989: Horst Michel, deutscher Formgestalter
- 1991: Willi Boskovsky, österreichischer Geiger und Dirigent
- 1991: Ton Kotter, niederländischer Blasmusikkomponist und Dirigent
- 1992: Bertram Jesdinsky, deutscher Maler und Bildhauer
- 1995: Gerhard Scholten, österreichischer Autor
- 1996: Zora Arkus-Duntov, US-amerikanischer Ingenieur
- 1996: Adolf Windorfer, deutscher Kinderarzt
- 1996: Dschochar Mussajewitsch Dudajew, tschetschenischer General und Politiker, erster Präsident der Tschetschenischen Republik
- 1997: Andrés Rodríguez, paraguayischer Präsident
- 1997: Herbert Zipper, österreichisch-US-amerikanischer Komponist, Dirigent und Musikpädagoge
- 2000: Anatoli Iwanow, sowjetischer bzw. russischer Schauspieler

### 21. Jahrhundert
- 2001: Isaac Kobina Abban, ghanaischer Jurist, Chief Justice
- 2002: Desmond Titterington, britischer Automobilrennfahrer

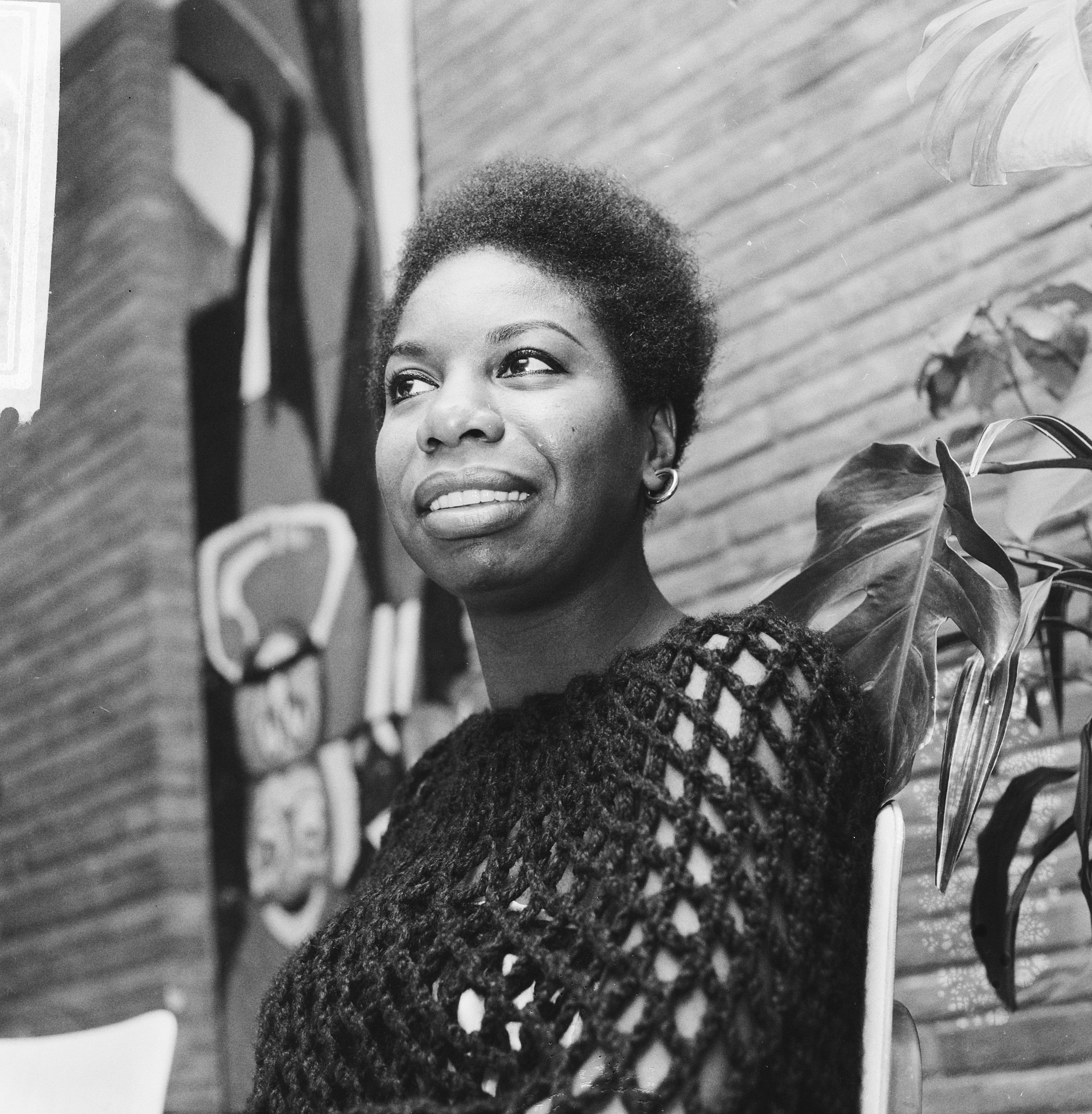
Nina Simone († 2003)

- 2003: Nina Simone, US-amerikanische Jazz- und Bluessängerin, Pianistin und Songschreiberin
- 2004: Fritz Arlt, deutscher Rassentheoretiker, Parteifunktionär und SS-Angehöriger
- 2004: Eduard Arkadjewitsch Assadow, russischer Dichter und Prosaist
- 2004: Karl Hass, deutscher SS-Angehöriger, Kriegsverbrecher
- 2004: Michaela Scheday, österreichische Schauspielerin und Regisseurin
- 2005: Zhang Chunqiao, chinesischer Politiker
- 2005: Heinz Kluncker, deutscher Industriekaufmann und Gewerkschafter, Vorsitzender der ÖTV
- 2005: Kurt Rebmann, deutscher Jurist, Generalbundesanwalt beim Bundesgerichtshof
- 2006: Telê Santana, brasilianischer Fußballtrainer
- 2007: Parry O’Brien, US-amerikanischer Leichtathlet, Olympiasieger
- 2008: Al Wilson, US-amerikanischer Soulmusiker
- 2009: Vivian Maier, US-amerikanische Fotografin

Juan Antonio Samaranch († 2010)

- 2010: Juan Antonio Samaranch, spanischer Sportfunktionär, Präsident des IOC
- 2011: Harold Garfinkel, US-amerikanischer Soziologe
- 2012: Ana Mercedes Asuaje de Rugeles, venezolanische Komponistin und Musikpädagogin
- 2012: Charles Colson US-amerikanischer Jurist und Politiker
- 2012: Heinrich Pachl, deutscher Kabarettist
- 2013: Chrissy Amphlett, australische Sängerin, Songwriterin und Schauspielerin
- 2013: Jean-Michel Damase, französischer Komponist und Pianist
- 2015: Werner Leismann, deutscher Sänger
- 2016: Hans Koschnick, deutscher Politiker, Bürgermeister von Bremen, MdB, EU-Administrator von Mostar
- 2016: Prince, US-amerikanischer Musiker und Produzent
- 2017: Ugo Ehiogu, englischer Fußballspieler
- 2017: Wolfgang Fürniß, deutscher Politiker, Landesminister
- 2017: Edith Peres-Lethmate, deutsche Bildhauerin
- 2018: Genia Lapuhs, deutsche Schauspielerin
- 2018: Tajima Nabi, japanische Altersrekordlerin
- 2018: Nelson Pereira dos Santos, brasilianischer Filmregisseur
- 2018: Verne Troyer, US-amerikanischer Schauspieler
- 2019: Hannelore Elsner, deutsche Schauspielerin, Synchronsprecherin und Autorin
- 2020: Abdel Rahim el-Kib, libyscher Politiker, Ministerpräsident
- 2020: Donald Kennedy, US-amerikanischer Neurobiologe und Chefredakteur
- 2020: Laisenia Qarase, fidschianischer Politiker, Ministerpräsident
- 2020: Teruyuki Okazaki, japanischer Karateka, Träger des 10. Dan
- 2021: Thomas Fritsch, deutscher Schauspieler, Synchronsprecher und Schlagersänger
- 2021: Ursula Kaplony-Heckel, deutsche Ägyptologin
- 2022: Mwai Kibaki, kenianischer Politiker, Staatspräsident
- 2022: Abdelkader Moukhtatif, marokkanischer Fußballspieler
- 2022: Kazumi Watanabe, japanischer Leichtathlet
- 2023: Dalia Kuodytė, litauische Historikerin und Politikerin
- 2023: Kate Saunders, britische Schriftstellerin, Schauspielerin und Journalistin
- 2024: Renate Pepper, deutsche Politikerin, MdL
- 2024: Caroline Renate Pickardt, deutsche Endokrinologin und Hochschullehrerin
- 2025ː Urszula Figwer, polnische Speerwerferin
- 2025: Papst Franziskus, 266. Papst der römisch-katholischen Kirche
- 2025ː Johanna Matz, österreichische Schauspielerin

## Feier- und Gedenktage
- Kirchliche und religiöse Gedenktage
  - Hl. Anselm von Canterbury, italienischer Philosoph, Theologe und Mystiker, Kirchenlehrer und Bischof (anglikanisch, evangelisch, katholisch)
  - Hl. Konrad von Parzham, deutscher Laienbruder (katholisch)
  - Ridvanfest der Bahai (erster Tag)
- Staatliche Feier- und Gedenktage
  - Brasilien: Tiradentes-Tag (Dia de Tiradentes)

Weitere Einträge enthält die Liste von Gedenk- und Aktionstagen.